# Růže
Růže (Rosa) je rod keřovitých rostlin z čeledi růžovitých s více než 100 druhy, které se v přírodě vyskytují na severní polokouli, nejvíce v oblasti mírného pásu Eurasie, méně též v Severní Americe. Jsou to většinou světlomilné opadavé keře obloukovitého, prutnatého nebo plazivého habitu, některé rostou i jako opíravé liány. V přírodě obvykle rostou na světlých sušších místech v křovinách, okrajích lesů, na mezích a ladech, menší množství jich vyhledává vlhko. Krom jediného druhu mají lichozpeřené listy s převážně vytrvalými palisty, které vyrůstají na ostnitých větvích. Květy jsou oboupohlavné, zpravidla pětičetné, u původních botanických druhů vonné, v barevné škále od bílé a světle růžové po purpurovou, jen málo druhů je žlutých, ačkoli původně byly růže žluté. Plodem je souplodí nažek uzavřené v šípku, který je zpravidla červený, zřídka též oranžový či černý. Podle odlišného přístupu jednotlivých botaniků je popsáno 100 až 300 samostatných druhů, v české flóře se uvádí 14 původních druhů. Vzhledem ke značné morfologické mnohotvárnosti a častým obtížím při určování bývá rod růže řazen mezi tzv. kritické taxony. Rod Rosa a dvanáct jeho tehdy známých druhů platně popsal Carl Linné ve svém spisu Species plantarum z roku 1753; nejstarší fosilní doklady o existenci růží jsou z období raných třetihor.
Růže se velmi často pěstují jako okrasné rostliny v nesčetných kultivarech, které lze rozdělit na dvě základní skupiny: tzv. historické růže, vzniklé převážně křížením růže keltské a pěstované už od středověku, a moderní hybridní růže. Zahrada zaměřená na pěstování růží se nazývá rozárium; největším na světě je Europa-Rosarium v německém Sangerhausenu. Hojné využití mají růže jako řezané květiny. Pěstují se ale též jako léčivé rostliny a jako surovina pro výrobu růžového oleje, čajů, sirupů, marmelád a léčiv. Studiem a pěstováním růží se zabývá odborná disciplína zvaná rhodologie. Jako velmi stará kulturní rostlina, která doprovází člověka již od starověku, je hluboce zakořeněná v jeho kulturní historii, literatuře, mytologii a symbolice. V křesťanství je jedním ze symbolů Panny Marie a atributem mnohých světic, v květomluvě symbolem lásky. Vyskytuje se také v heraldice.

## Etymologie
Český název růže (staročesky róže) je všeslovanskou přejímkou přes starou horní němčinu z latinského slova Rosa; to souvisí s řeckým rhodon, původ slova se hledá v přední Asii (thrako-frygický původ). Slovo zjevně souvisí s protoíránským kořenem *vrda- odvozeným z arménského slova vard označujícího růži, ze stejného kořenu bylo odvozeno i aramejské slovo warda.

## Charakteristika

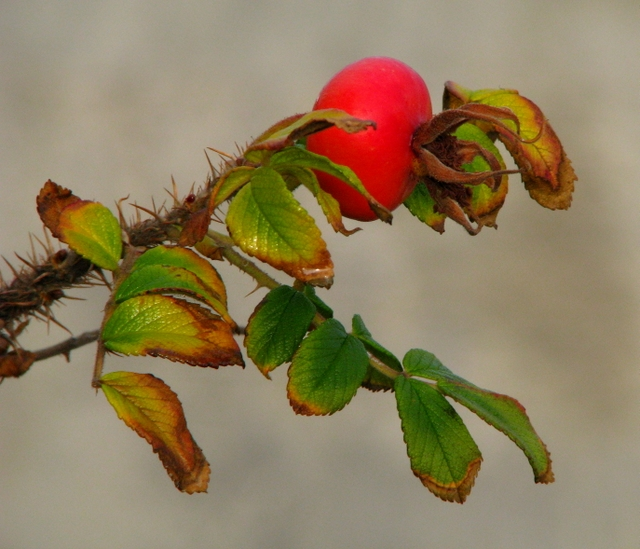
Větévka růže svraskalé s šípkem a hustými, jehlicovitými ostny různé velikosti

### Habitus a vzrůst

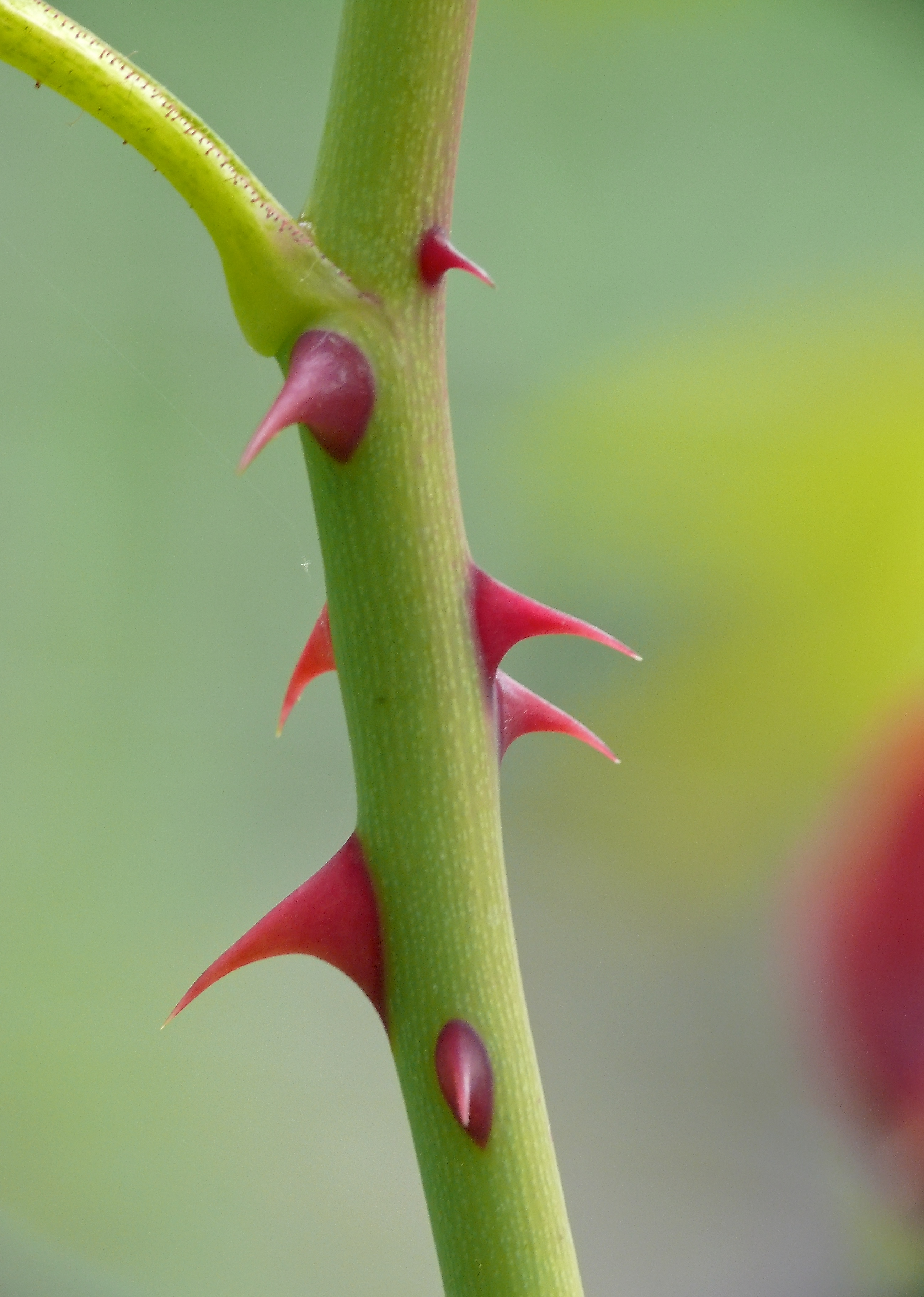
Častý typ velkých, nazpět zahnutých ostnů na letorostu

Růže jsou opadavé, vzácně i stálezelené, relativně dlouhověké dřeviny. Nabývají několika základních růstových forem. Jednak to mohou být nízké až středně vysoké prutnaté keře, na stanovišti často vytvářející rozsáhlé polykormony, neboli porosty rozrostlé z jednoho jedince. Jiné druhy jsou poléhavé až plazivé nebo se opírají o okolní dřeviny a tím nabývají charakteru lián; zvláštní zařízení jako například úponky nebo ovíjivé lodyhy sloužící k popínání ovšem růže nemají a k uchycení jim slouží hákovité ostny. Třetí, vývojově patrně nejodvozenější formou pak jsou gejzírovitě rostoucí keře s obloukovitě skloněnými větvemi. Při této formě dosahují obvykle vzrůstu 2–5 metrů, jako opíravé liány pak i 10–15 metrů; některé nízce keřovité druhy (například růže keltská) však nedosahují ani výšky jednoho metru. Botanické druhy růží obvykle vytvářejí v prvním roce sterilní výhony, na nichž ve druhém roce zakládají kvetení; vyšlechtěné druhy kvetou naopak na čerstvých letorostech.

Bohatě větvená kořenová soustava se zřetelným hlavním kůlovitým kořenem je u některých druhů růží doplněna o mělce kořenící, někdy i značně dlouhé podzemní výběžky, kterými se vegetativně rozmnožují (silně například růže keltská, bedrníkolistá, arkansaská nebo karolinská a jejich kultivary).

### Větve a listy

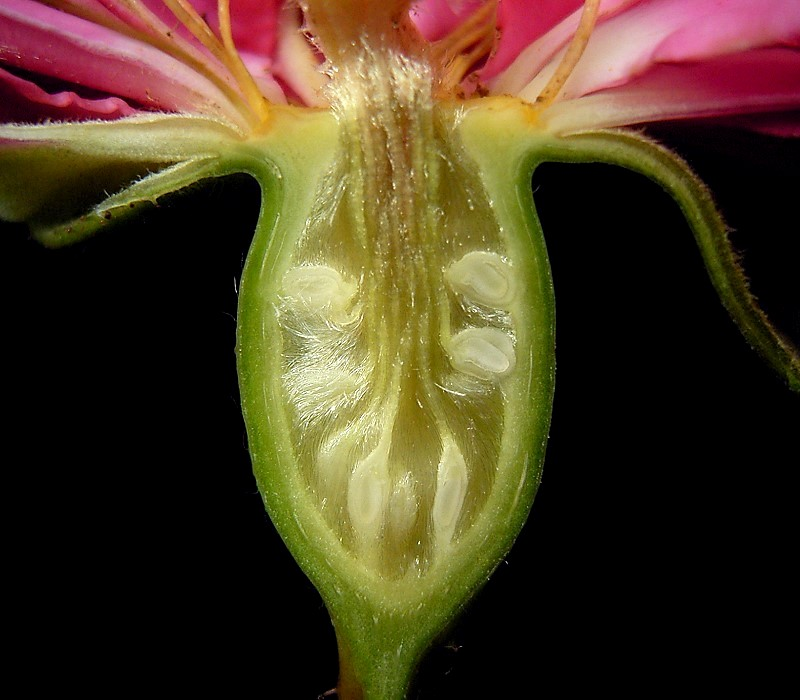
Průřez květem a květním lůžkem růže

Větve a letorosty růží jsou až na nemnohé výjimky ostnité (často používaný výraz trn není morfologicky správný). Ostny se dají snadno vylomit a liší se podle druhů tvarem, velikostí i hustotou umístění na větvích. Mohou být jak všechny takřka stejné, tak výrazně různotvaré; nalezneme ostny mohutně hákovitě zahnuté i jemně jehličnaté až štětinovité ostence. Téměř bezostné jsou růže převislá, růže karolinská nebo růže Banksové a některé kultivary pnoucích růží.
Listy růží jsou složené, lichozpeřené (zakončené jedním lichým lístkem), nejčastěji pěti, sedmi až devítičetné; na stonku vyrůstají střídavě. Lístky mají obvykle zubaté okraje, někdy jsou na spodní straně chlupaté až přisedle žláznaté; žlázky vylučují silici vonící po jablcích a nebo terpentýnu. Na povrchu jsou matné nebo lesklé (obzvláště u šlechtěných kultivarů). Zpravidla vytrvalé palisty jsou u převážné většiny druhů přirostlé k řapíku a nabývají různých tvarů a velikostí. U růží mírného pásu olistění na zimu opadává. Podzimní zbarvení je obvykle nevýrazně žlutohnědé, jen některé druhy získávají nápadnější žluté (růže mnohokvětá, růže svraskalá) či červené (růže bedrníkolistá) zbarvení.

### Květy a plody
Květy růží jsou oboupohlavné, vyrůstají jednotlivě nebo ve víceméně chudých (jen u některých druhů naopak velmi bohatých) chocholičnatých květenstvích. Tyčinek je zpravidla mnoho, čnělky pestíků bývají u druhů ze sekce Synstylae srostlé v pevný, přečnívající sloupek, u ostatních tvoří jakousi hlavičku na disku češule. Semeník je spodní a tvoří češuli, obsahuje 15–40 volných (nesrostlých) plodolistů, z nichž každý má vlastní čnělku a bliznu. Květy jsou opylovány hmyzem, kterému poskytují dostatek pylu a některé druhy snad i malé množství nektaru.
Velikost květů se pohybuje zhruba od 2 do 10 cm, u šlechtěných velkokvětých růží i více. Korunních i kališních plátků je pět (pouze jediný druh, růže sérská, je má po čtyřech), jsou vejčitého tvaru, často mělce dvoulaločné; kališní lístky jsou celistvé, nebo naopak dělené a s přívěsky, což je i důležitý determinační znak. U planě rostoucích druhů jsou korunní plátky jednoduché, u prošlechtěných kultivarů naopak pomnožené a skládají květy poloplné až velmi plné v mnoha různých tvarových variacích.

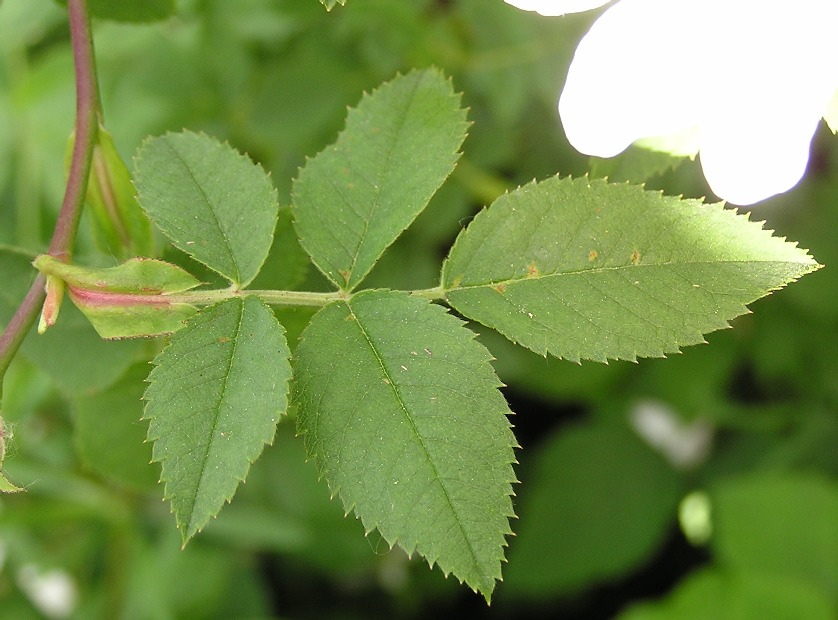
List růže šípkové s palisty přirostlými k řapíku

Barva květů divoce rostoucích růží je nejčastěji růžová v různě sytých odstínech, čistě bílá nebo fialově červená; jen několik druhů, zastoupených výhradně v sekcích Pimpinellifoliae a Banksianae, je žlutých. Z této barevné palety vychází i barvy kulturních kříženců (viz níže). Růže však v přirozené genetické výbavě postrádají vlohy pro tvoření modrého pigmentu; soustavné snahy o vyšlechtění modré růže se tak po staletí míjely účinkem. Teprve v roce 2004 se týmu australských a japonských vědců podařilo pomocí genové modifikace přidat modrý pigment delphinidin izolovaný z macešky. Ani zde však není výsledkem čistě modrá barva, jako spíš šeříkově fialová, a je tedy diskutabilní, zda lze mluvit o skutečném úspěchu. Podobně se dosud genetickými metodami nepodařilo vyšlechtit růži zcela černou. Růže se zmiňovanými odstíny prodávané někdy v květinářstvích jsou pouze uměle obarveny přírodními barvivy.
Typický „plod“ růží – šípek (hypanthium) – není vlastně pravým plodem; z morfologického hlediska je to zvláštní typ souplodí drobných ochmýřených nažek uzavřených ve zdužnatělé češuli, která vzniká srůstem květního lůžka a spodních částí květních obalů. Co do tvaru mohou být šípky kulovité, vejčité, lahvovité, hruškovité či zploštělé, s ostnitými aromatickými žlázkami nebo bez nich; u některých druhů na konci nesou neopadané kališní lístky. Dva americké druhy z podrodu Hesperhodos se vyznačují šípky otevřenými. Obvyklá velikost se pohybuje zhruba od 5 do 60 mm. V jejich zabarvení jednoznačně převládá červená v různých odstínech; vzácné je zbarvení zelené, černé, hnědé, oranžové či žluté. Jsou konzumovány řadou živočichů, kteří tak pomáhají k šíření diaspor (tento jev se nazývá endozoochorie). Semena většiny druhů růží jsou přeléhavá a před výsevem je tedy nutné je stratifikovat.

## Rozšíření a ekologie

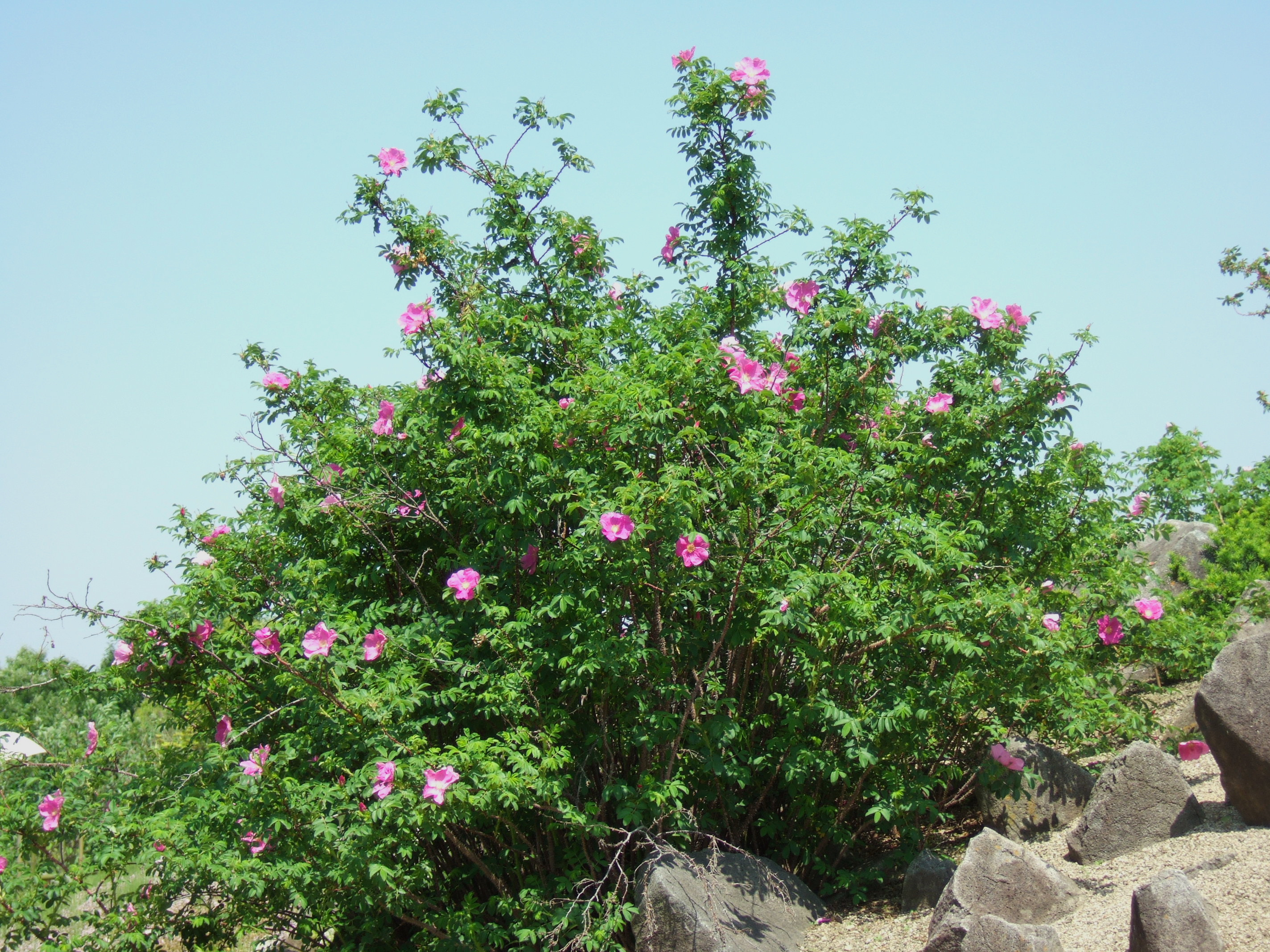
Habitus gejzírovitě rostoucího keře

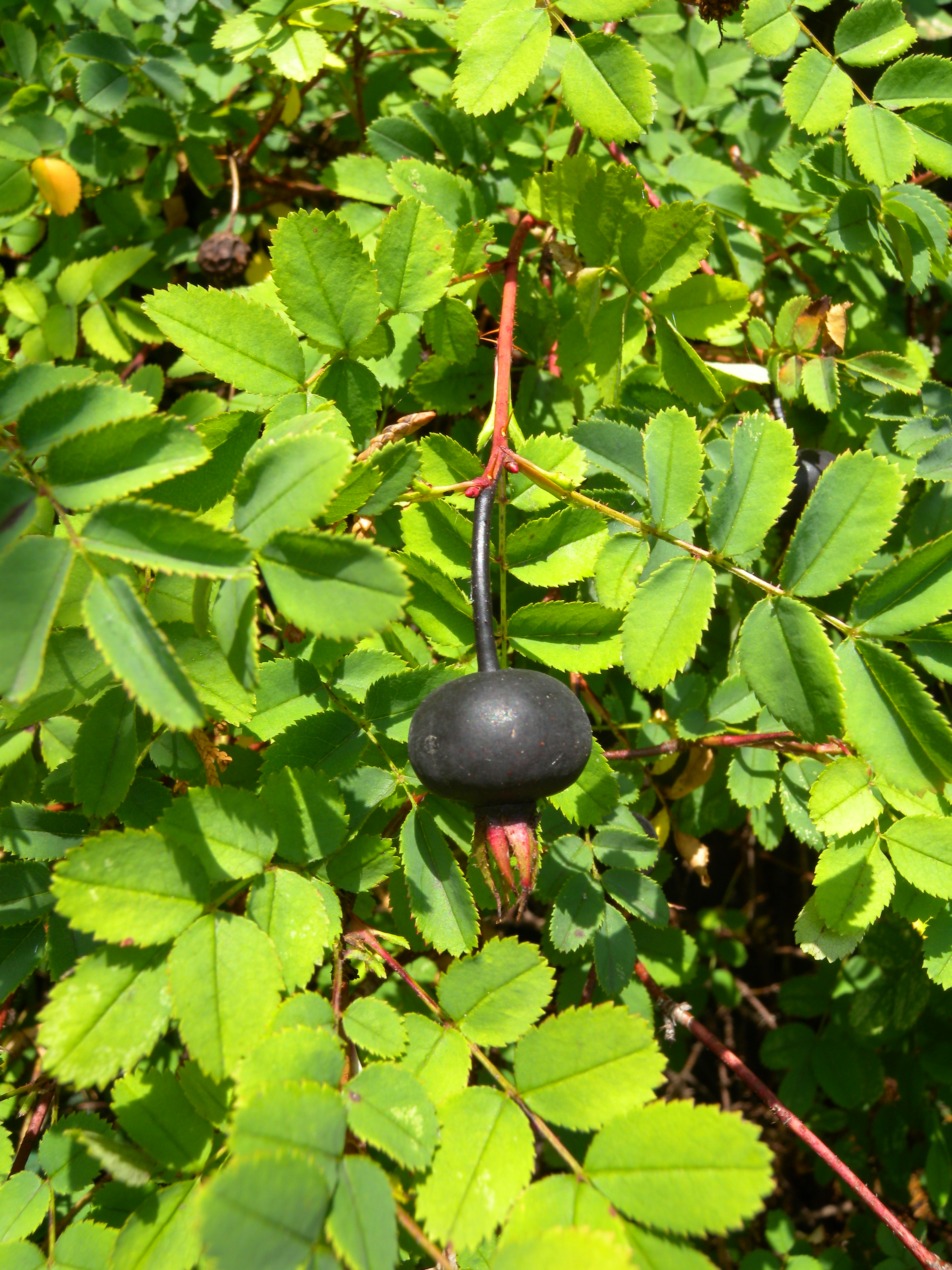
Černý šípek růže bedrníkolisté – silně ohroženého druhu české květeny

Růže jako rod s holoarktickým rozšířením rostou původně takřka po celé severní polokouli. A to jak v boreálním, tak (nejhojněji) v mírném a subtropickém pásu. Jen málo druhů zasahuje až do tropů; je tomu tak převážně v horách Mexika (růže Montezumova), jihovýchodní Indie nebo Filipín (růže filipínská); růže etiopská roste v Etiopii a na Arabském poloostrově. Naopak ve Skandinávii, na Islandu, v Kanadě nebo na Sibiři růže překračují polární kruh. Převážná většina růží roste ve „starém světě“, ze Severní Ameriky pochází jen asi 20 druhů. Vývojovým centrem rodu jsou hory střední, východní a jihovýchodní Asie; jen v samotné Číně roste na 95 druhů, z toho 65 endemických.
V krajině růže osidlují především světlá místa, jako jsou křoviny, lesní lemy a pláště, písečné a pobřežní duny, meze a travnatá lada, často rostou i na antropogenních stanovištích; méně druhů vyhledává vlhčí humózní lesy. Růže bahenní (Rosa palustris) roste v Severní Americe na okrajích bažin a rašelinišť, růže perská (Rosa persica) zase v zasolených polopouštích Střední Asie. Mnohé druhy patří k rostlinám, které zahajují sukcesi dřevin na opuštěných pastvinách, neudržovaných loukách a jiných ladem ležících plochách. Až na výjimky vyžadují stanoviště s plným sluncem, pouze několika málo druhům (růže polní, růže Hugova, růže májová, růže svraskalá) se daří i v polostínu. Na půdu nejsou příliš náročné; preferují však půdy bohatší na dusík, vzdušnější, mírně kyselé až mírně zásadité. Některé druhy snáší i značné sucho, pouze některé americké druhy rostou i v zamokřené půdě. Všechny růže jsou rostliny více či méně vápnomilné. Z hlediska ekologického chování jsou to zpravidla C-stratégové (kompetitoři).

### Česká květena

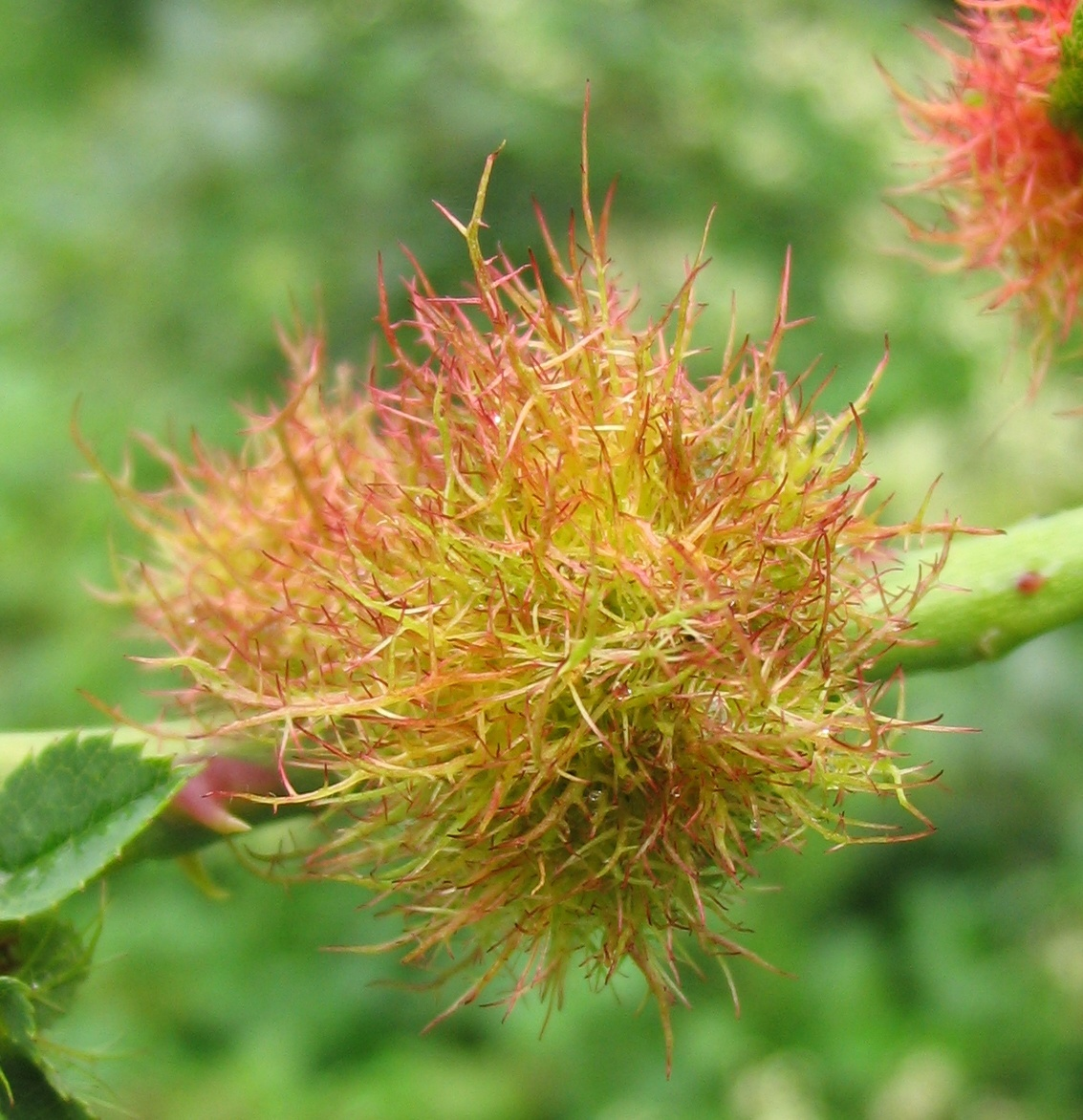
Hálka žlabatky

V české květeně se jako původní udává 14 druhů, z toho jeden (růže rolní – Rosa arvensis) jako vyhynulý. Na většině území se běžně vyskytuje růže šípková (Rosa canina), v pahorkatinách růže podhorská (Rosa dumalis), v teplých oblastech na vápenci je hojná růže vinná (Rosa rubiginosa), v suťových lesích, na pasekách a v bučinách vyšších poloh růže převislá (Rosa pendulina). Růže keltská (Rosa gallica), kdysi častý druh otevřené krajiny, mezí a světlých lesů, vlivem kolektivizace zemědělství ve 20. století a následených krajinných změn výrazně ustoupila a v Červeném seznamu ohrožených druhů ČR z roku 2017 je řazena mezi zranitelné druhy (kategorie VU odpovídající národní klasifikaci C3), stejně jako růže Jundzillova (Rosa marginata), plstnatá (R. tomentosa), malokvětá (R. micrantha) a Sherardova (R. sherardii). Mezi silně ohrožené druhy patří růže bedrníkolistá (Rosa spinosissima), rostoucí v nízkých křovinách a suchých trávnících teplých oblastí, a růže májová (Rosa majalis). Jiné druhy růží zde naopak zplaňují z kultury: jako zdomácnělé archeofyty jsou uváděny růže měkká (R. villosa) a růže stolistá (R. ×centifolia), která často přežívá i na místech zaniklých obcí, kde byla kdysi pěstována. Z neofytů se v české krajině šíří například růže svraskalá (Rosa rugosa), často vysazovaná v ozeleňovacích pásech okolo dálnic a nákupních středisek, nebo popínavá růže mnohokvětá (Rosa multiflora).

## Ekologické vazby, škůdci a choroby
Na růžích se živí některé druhy hmyzu, jako jsou zobonosky nebo housenky lišajovitého motýla Paonias excaecata. Botanické i kulturní druhy bývají také napadány nejrůznějšími chorobami a škůdci. Z řad hmyzu jsou to především mšice (například kyjatka růžová – Macrosiphum rosae), které sají na mladých výhonech a způsobují jejich znetvoření, dále též puklice, pilatky, obaleči, listokazi či svilušky, škody mohou způsobovat svým okusem též brouci zlatohlávci nebo včela čalounice (Megachile centuncularis). Na mladých výhonech, ale i listech nebo květech divoce rostoucích růží můžeme nalézt dlouze chlupaté hálky blanokřídlého hmyzu žlabatky růžové (Diplolepis rosae). Z houbových chorob se objevuje padlí (Podosphaera pannosa – padlí růžové), rzi (v evropských podmínkách například Phragmidium mucronatum vytvářející mazlavé oranžové povlaky na výhonech, listech a plodech), plísně (například šedá hniloba – Botrytis cinerea) či různé antraknózy; závažnou a velmi rozšířenou chorobou je černá skvrnitost růží způsobovaná houbou Diplocarpon rosae. 

## Taxonomie a evoluce

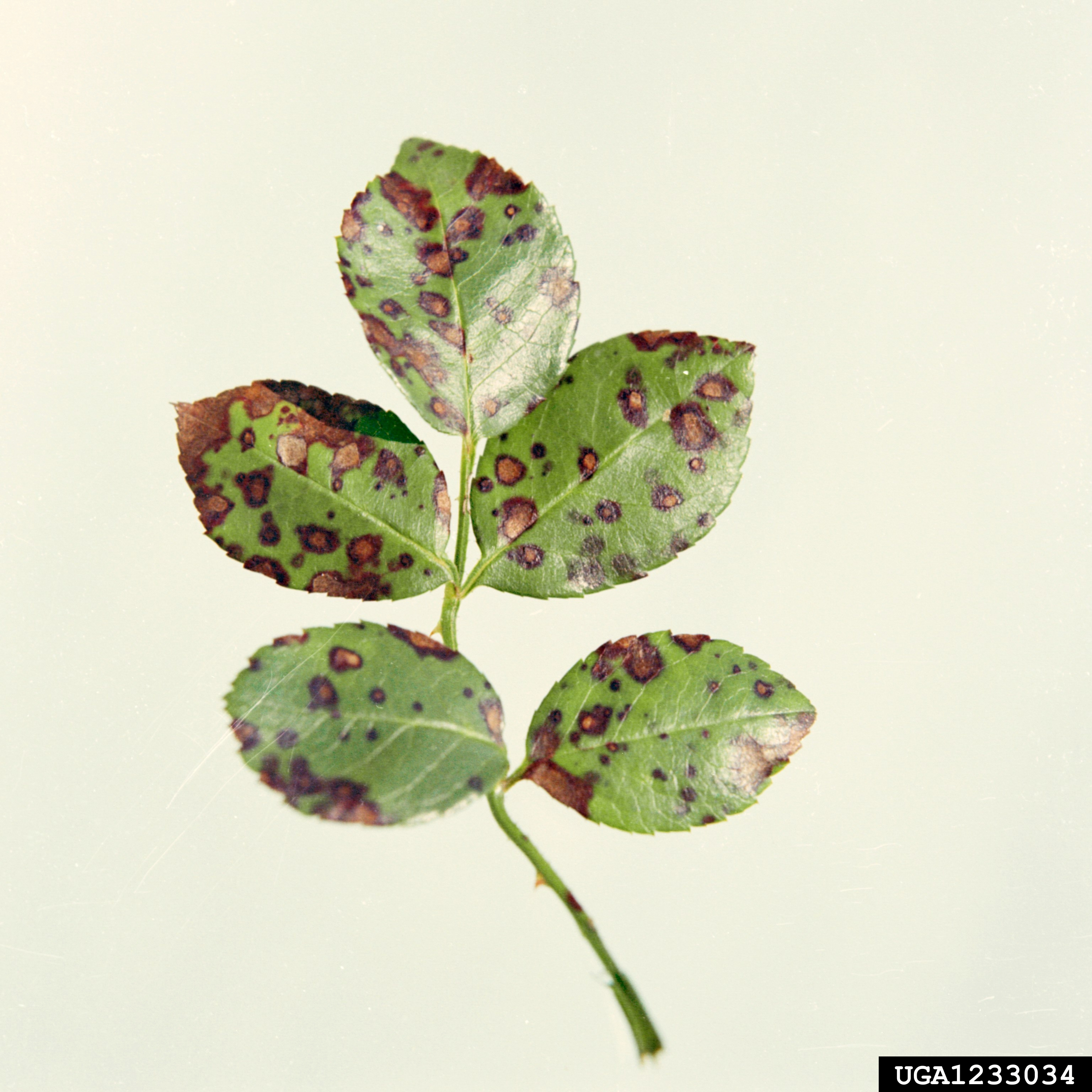
Černá skvrnitost listů růže v pokročilém stadiu

Rod Rosa a dvanáct jeho tehdy známých druhů platně popsal Carl Linné ve svém spisu Species plantarum z roku 1753; druhy přitom rozlišoval převážně podle tvaru šípku. Rod patří v rámci čeledi růžovitých do podčeledi Rosoideae; jejich fylogenetická struktura procházela v 90. letech 20. století a ve století 21. mnoha radikálními proměnami. Molekulární studie čínských vědců z roku 2017 řadí růže v rámci podčeledi do samostatného tribu Roseae, za jehož sesterskou větev byl opakovaně potvrzen tribus Potentilleae (zahrnující rody jako mochna, mochnovec, kontryhel nebo jahodník); o úroveň výše se od této dvojice větví odštěpuje klad Agrimonieae. Rod se tradičně dělí na 4 podrody, z nich tři jsou vesměs monotypické; naprostá většina druhů je zařazována do podrodu Rosa (též Eurosa). Tento největší podrod se dále člení na sekce. Molekulární fylogenetické studie 21. století zpochybnily monofyletičnost většiny sekcí kromě sekce Caninae; vnitřní struktura rodu tak není dosud zcela vyjasněna.
Nejstarší fosilní záznamy, které lze přiřadit k rodu Rosa, existují z období počínajících třetihor, konkrétně z paleocénu a eocénu, v evropském prostředí pak až ze středního oligocénu až pliocénu. Velká část recentních druhů je zřejmě teprve holocenního původu; náchylnost k hybridizaci je známkou toho, že speciace v rámci rodu dosud nebyla uzavřena. Základní chromozómové číslo je x=7; kromě diploidních jedinců se běžně vyskytuje polyploidie (tetra-, penta- či oktoploidie). U druhů sekce Caninae existuje zvláštní typ nepravidelné meiózy, kdy se při tvorbě vajíčka neredukuje počet chromozomů na polovinu, ale snižuje o 7; tak například při pentaploidii (2n=35) vajíčko přináší do reprodukce 28 chromozomů, zatímco pylové zrnko zbylých 7. Některé druhy z této sekce se navíc rozmnožují též apomikticky.
Rod patří mezi tzv. kritické taxony vzhledem ke značné morfologické proměnlivosti a snadné hybridizaci. Určování některých druhů růží je obtížné a vyžaduje porovnání celého komplexu znaků, tedy nejen květů, listů, ostnů a šípků, ale také kališních lístků po odkvětu či sterilních letorostů. Tato mnohoznačnost působila v minulosti značné problémy při popisu jednotlivých druhů i jejich systematickém uspořádání: často byly některé druhy vedeny v nižší taxonomické jednotce, tedy jako poddruhy, nebo se naopak za samostatné druhy považovali i mezidruhoví kříženci a jednotlivé varianty; množství popsaných taxonů dosáhlo průběžně až počtu 10 000. I v rámci současné systematiky existují tendence k drobení taxonu do množství mikrodruhů nebo naopak považovat například celou sekci Caninae za příslušníky jediného široce pojatého druhu. Oba přístupy by však přinesly řadu nepříjemných důsledků pro fytocenologická zkoumání i praktickou floristiku a nejsou tedy široce přijímány.
Nomenklatorickým typem rodu je růže májová (Rosa majalis, syn. Rosa cinnamomea).

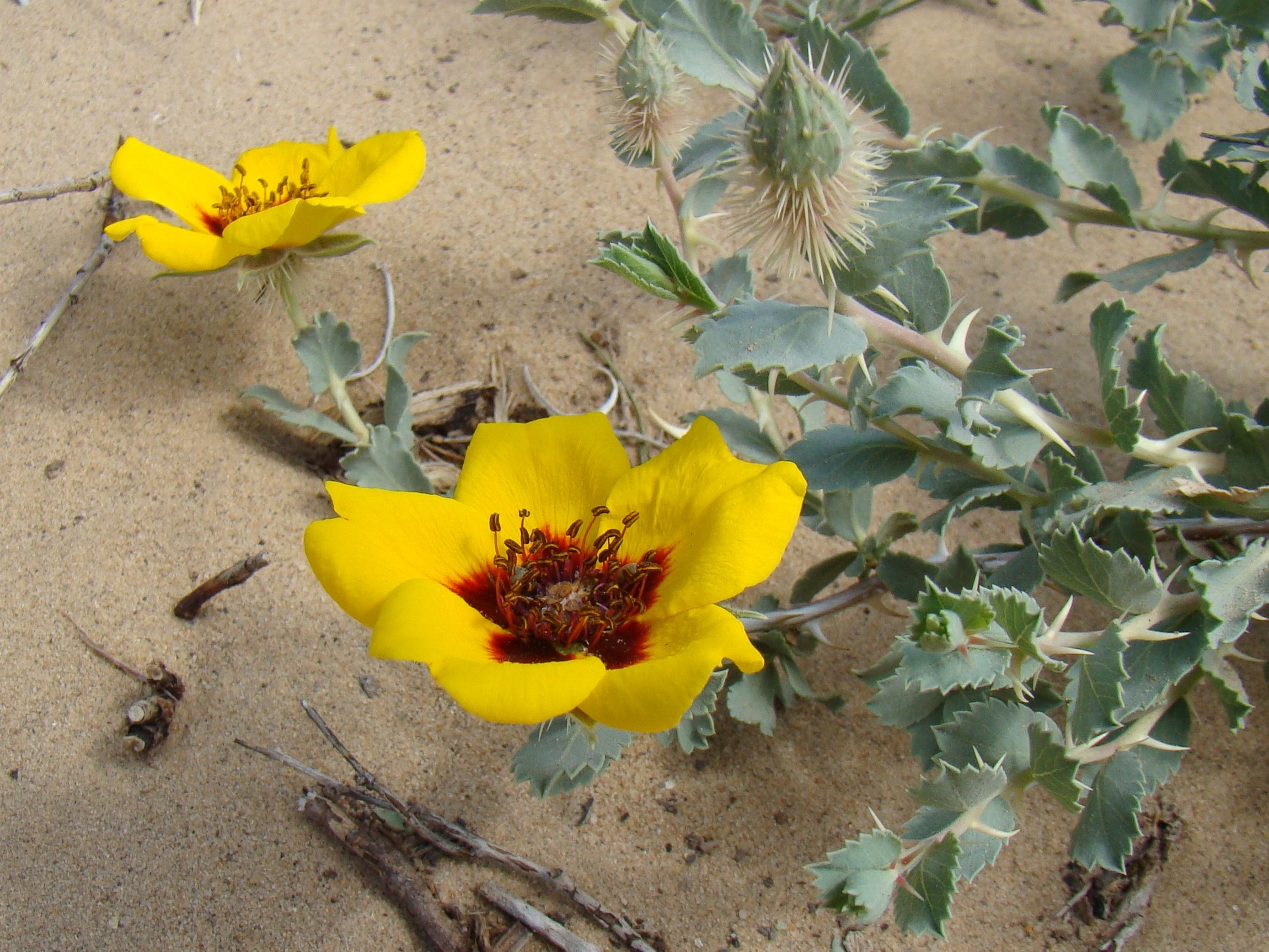
Růže perská

### Klasifikace botanického rodu
Následující přehled není vyčerpávající, uvedeny jsou pouze vybrané druhy s dohledatelnými českými jmény.
- Podrod Hulthemia, jediný druh; pro znatelnou morfologickou odlišnost (například jednoduché listy) dříve pojímán jako samostatný rod[27]
  - Rosa persica (Hulthemia persica) – růže perská, střední Asie
- Podrod Platyrhodon, jediný druh
  - Rosa roxburghii – růže kaštanová (r. Roxburghova), Japonsko, Čína

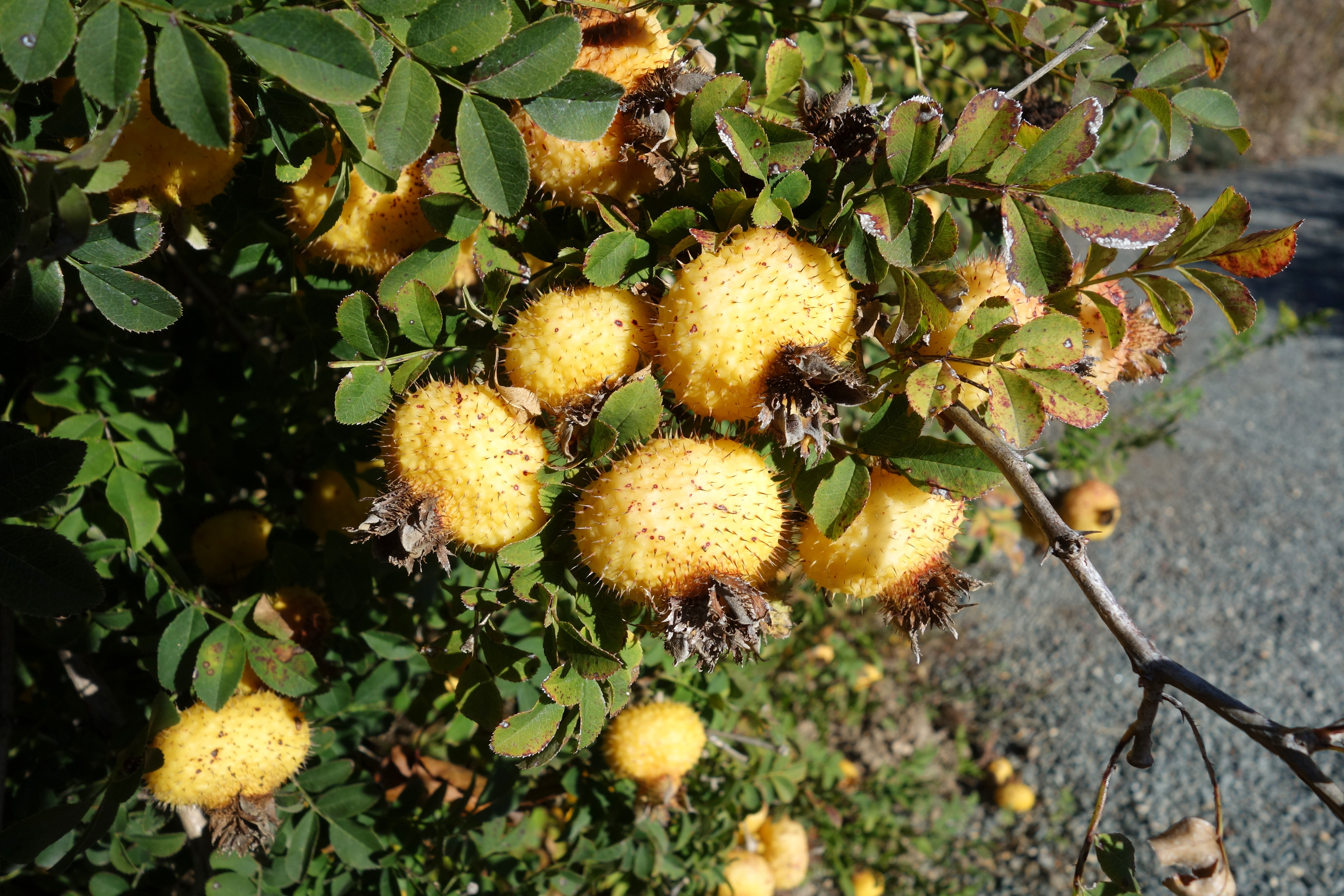
Zrající šípky růže kaštanové

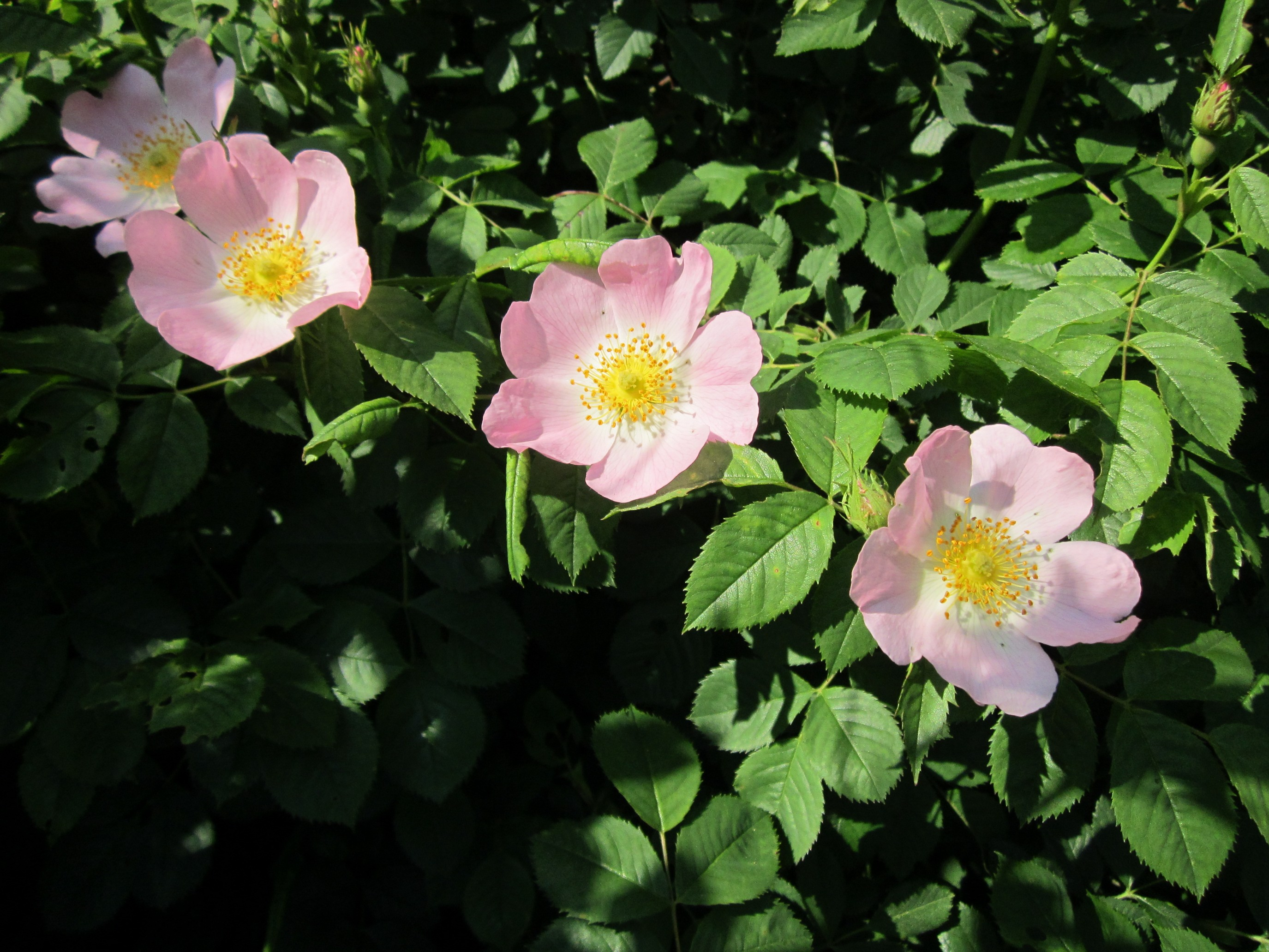
Růže podhorská

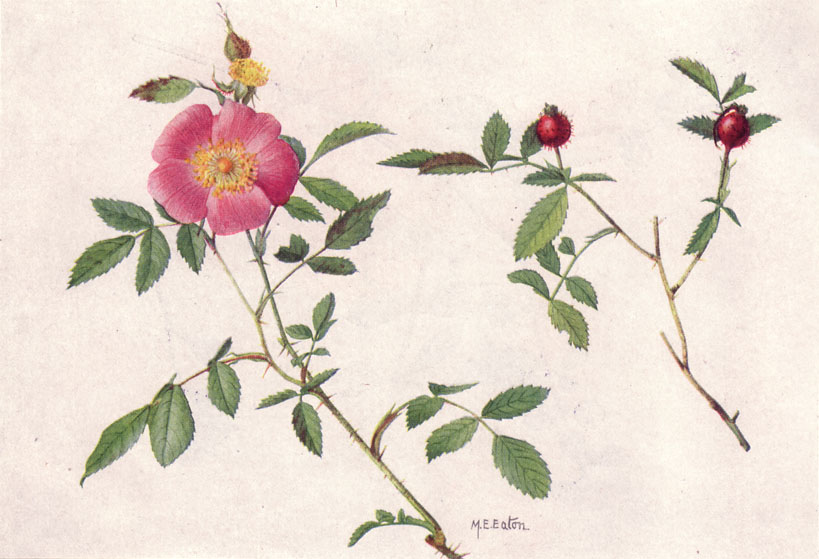
Růže karolínská

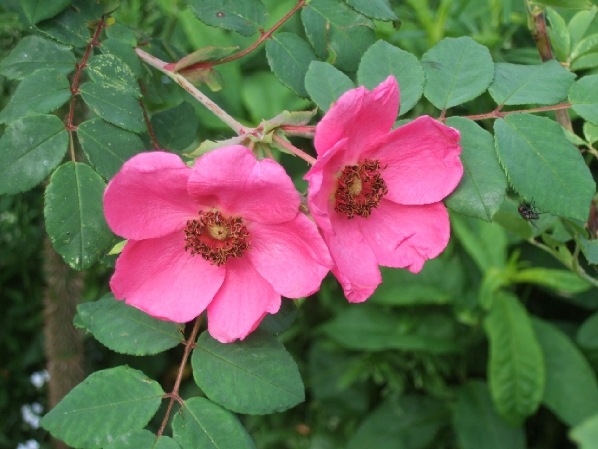
Růže Moyesova

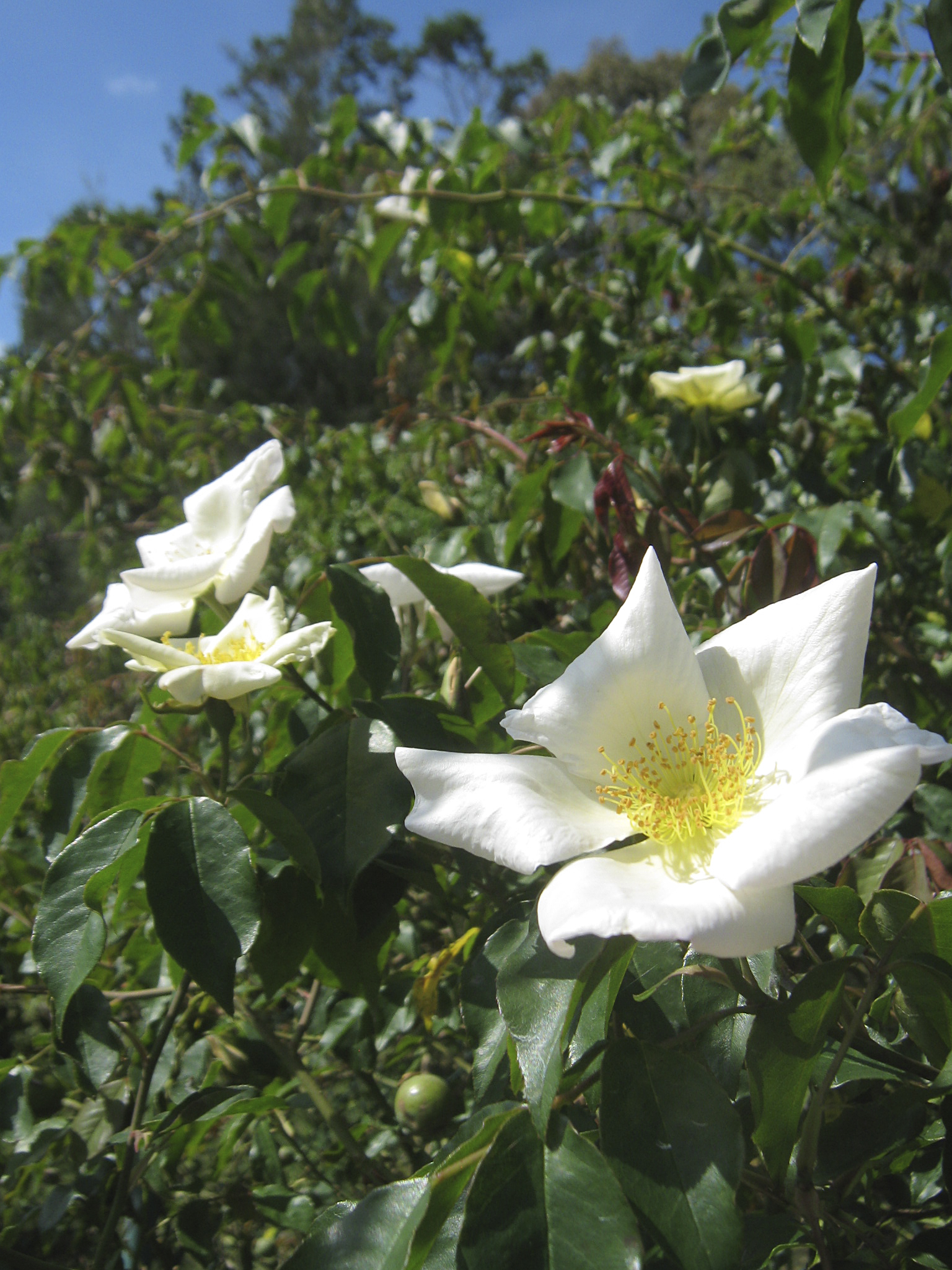
Růže obrovská

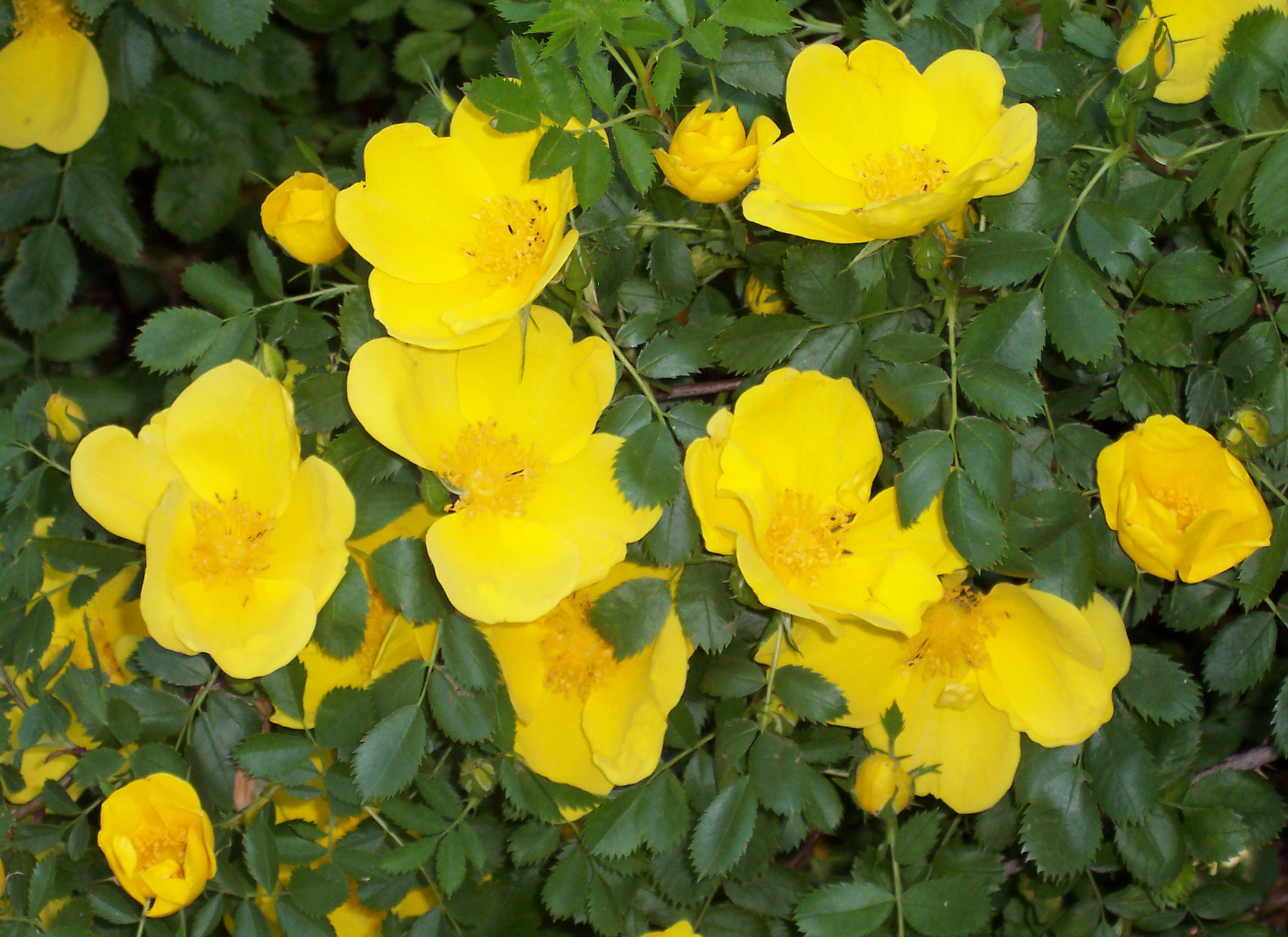
Růže žlutá

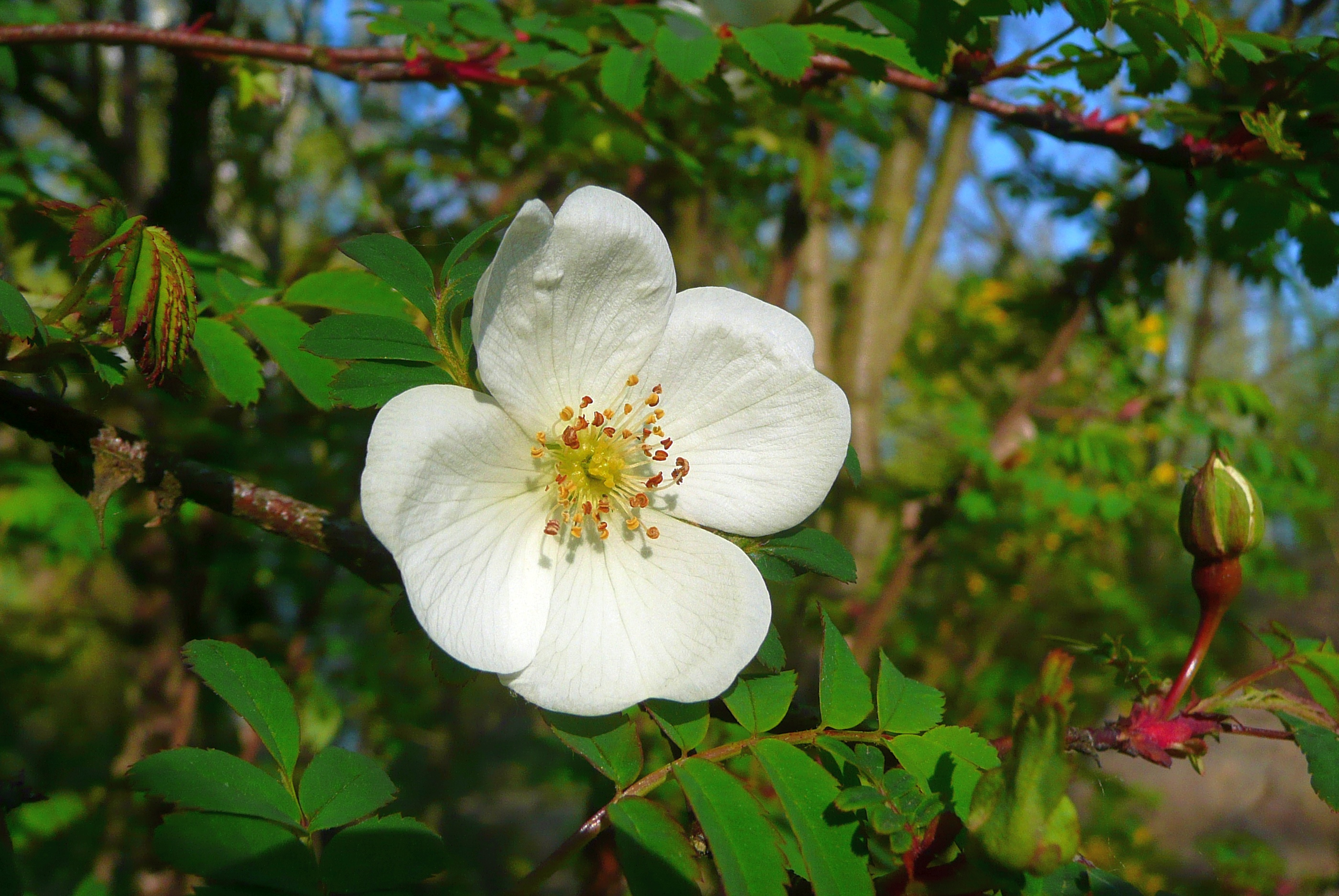
Růže omejská – jediná růže se čtyřčetnými květy

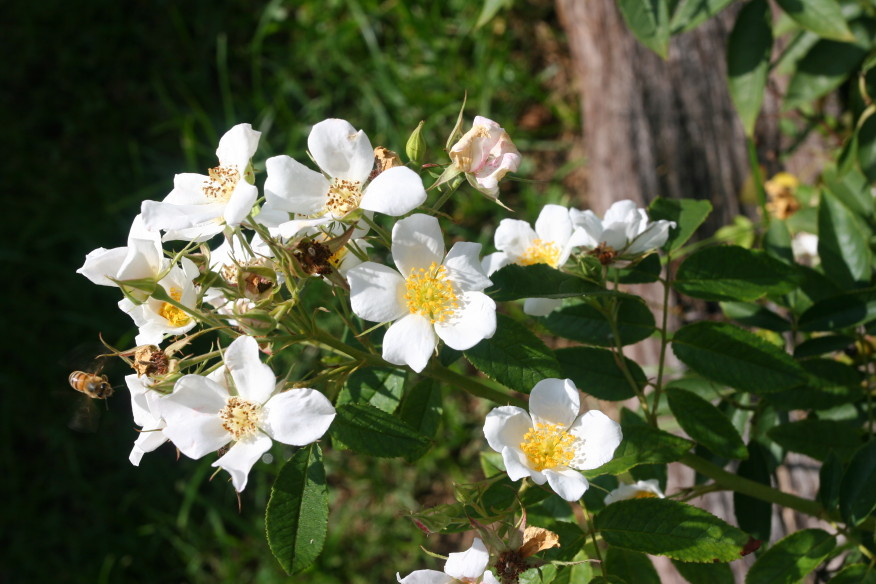
Růže mošusová

- Podrod Hesperhodos, 2 druhy, suché teplé oblasti Kalifornie a Mexika; vytvářejí zvláštní otevřené šípky
  - Rosa minutifolia – růže drobnolistá
  - Rosa stellata – růže hvězdovitá
- Podrod Rosa (Eurosa), asi 200 druhů
  - Sekce Banksianae, 2 druhy, Čína
    - Rosa banksiae – růže Banksové

  - Sekce Bracteatae, 2 druhy, východní Asie; volné a záhy opadavé palisty
    - Rosa bracteata – růže palistová

  - Sekce Caninae, kolem 60 druhů; Eurasie a severní Afrika; gejzírovité keře nebo opíravé liány, ostny různých typů, vnější kališní lístky zpeřené, vytrvalé nebo opadavé; tetra-, penta-, hexa- či heptaploidi s nepravidelnou meiózou[28]
    - Rosa agrestis – růže polní, Evropa, západní Asie
    - Rosa canina – růže šípková, Evropa, severní Afrika, západní Asie
    - Rosa coriifolia – růže šedá, Evropa
    - Rosa dumalis – růže podhorská, Evropa
    - Rosa dumetorum (R. corymbifera) – růže křovištní, Evropa, Malá Asie
    - Rosa glauca (R. rubrifolia) – růže sivá, jižní a střední Evropa
    - Rosa glutinosa – růže lepkavá, jižní Evropa a Středomoří
    - Rosa inodora – růže oválnolistá, střední a západní Evropa
    - Rosa marginata (syn. R. jundzillii) – růže Jundzillova, jižní, západní a severní Evropa, západní Asie
    - Rosa micrantha – růže malokvětá, Evropa, západníAsie
    - Rosa rubiginosa (R. eglanteria) – růže vinná, Evropa, západní Asie
    - Rosa serafinii – růže sicilská, jižní Evropa
    - Rosa sherardii – růže Sherardova (r. přehlížená), západní a jižní Evropa
    - Rosa sicula – růže sicilská, jižní Evropa a Středomoří
    - Rosa tomentosa – růže plstnatá, střední, západní a jižní Evropa
    - Rosa villosa (R. pomifera) – růže měkká (r. jablíčkonosná, r. dužnoplodá), severní a střední Evropa

  - Sekce Carolinae, 6 druhů, Severní Amerika; molekulárními výzkumy sloučena do sekce Cinnamomeae[23]
    - Rosa carolina – růže karolínská
    - Rosa nitida – růže lesklá
    - Rosa palustris – růže bahenní
    - Rosa virginiana – růže virginská

  - Sekce Cinnamomeae, 85 druhů (nejbohatší sekce) s výskytem po celé severní polokouli; prutnaté keře s přímými (zřídka zahnutými) ostny a vytrvalými kališními lístky; di-, tetra- a oktoploidi[28]
    - Rosa acicularis – růže jehličkovitá, severní Asie, Severní Amerika, severní Evropa
    - Rosa arkansana – růže arkansaská, Severní Amerika
    - Rosa beggeriana – růže Beggerova, Persie, Altaj
    - Rosa cinnamomea (Rosa majalis) – růže skořicová (růže májová), severní a střední Evropa, Sibiř
    - Rosa blanda – růže něžná, Severní Amerika
    - Rosa holodonta – růže zoubkovaná, západní Čína
    - Rosa moyesii – růže Moyesova, střední a západní Čína
    - Rosa multibracteata – růže mnoholistenová, západní Čína
    - Rosa nutkana – růže nutkanská, Severní Amerika
    - Rosa oxyodon – růže ostřezubatá, Kavkaz
    - Rosa pendulina (Rosa alpina) – růže převislá (růže alpská), severní a střední Evropa
    - Rosa pisocarpa – růže hrachoplodá, Severní Amerika
    - Rosa rugosa – růže svraskalá, východní Asie
    - Rosa setipoda – růže štětinostopká, střední Čína
    - Rosa sweginzowii – růže Sweginzovova, severní Čína
    - Rosa webbiana – růže Webbova, jihozápadní a Střední Asie
    - Rosa willmottiae – růže Willmottova, západní Čína
    - Rosa woodsii – růže Woodsova, Severní Amerika

  - Sekce Gallicanae (sekce Rosa), jeden druh; z něho vyšlechtěno množství významných kulturních kříženců (viz níže)
    - Rosa gallica – růže keltská (r. galská, r. nízká, r. provensálská), jižní a střední Evropa, západní Asie

  - Sekce Indiceae, 2–3 druhy z jihovýchodní Asie, významné pro šlechtění kulturních druhů; molekulárními výzkumy sloučena do sekce Synstylae[23]
    - Rosa gigantea – růže obrovská, Indie
    - Rosa chinensis (R. indica) – růže čínská, Čína
    - Rosa ×odorata – růže vonná, Čína

  - Sekce Laevigatae, jeden druh; volné a záhy opadavé palisty
    - Rosa laevigata – růže hladká, jižní Čína, Tchaj-wan

  - Sekce Pimpinellifoliae, 15 druhů s eurasijským rozšířením; prutnaté keře tvořící polykormony; šípky obvykle s vytrvávajícími kališními lístky; di- a tetraploidi[28]
    - Rosa ecae – růže žlutokvětá, střední Asie
    - Rosa foetida (R. lutea) – růže žlutá (r. páchnoucí, r. kapucínská), Malá Asie
    - Rosa hugonis – růže Hugova, střední Čína
    - Rosa pimpinellifolia (R. spinosissima) – růže bedrníkolistá, západní, střední a jižní Evropa, západní Asie
    - Rosa sericea – růže hedvábitá (růže sérská), západní Čína a Himálaj
      - Rosa sericea var. omeiensis – růže omejská, západní Čína

    - Rosa xanthina – růže zlatožlutá, severní Čína, Korea

  - Sekce Synstylae, 30 druhů po celé severní polokouli; poléhavé nebo opíravé liány, zřídka gejzírovitě rostoucí keře, s hákovitými ostny; čnělky pestíků srostlé v dlouhý sloupek vytrvávající na šípku, kališní lístky opadavé; diploidi[28]
    - Rosa arvensis – růže rolní (r. plazivá), jižní a západní Evropa
    - Rosa helenae – růže Helenina, střední Čína
    - Rosa moschata – růže mošusová, Čína
    - Rosa multiflora – růže mnohokvětá, Japonsko, Korea
    - Rosa sempervirens – růže vždyzelená, jižní Evropa, severní Afrika
    - Rosa setigera – růže prérijní (r. štětinatá), Severní Amerika
    - Rosa wichuraiana – růže Wichurova, východní Asie.[29]

## Kulturní odrůdy růží

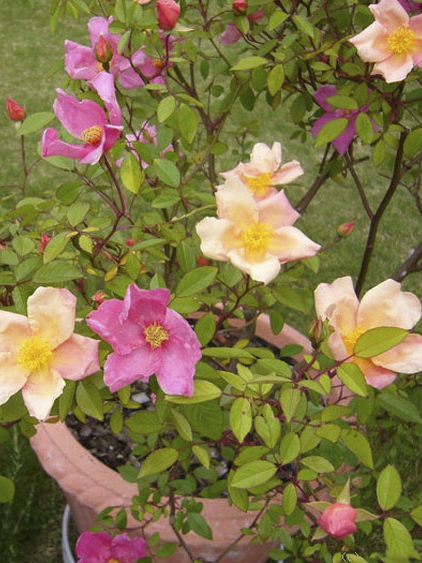
Stará odrůda 'Mutabilis' růže čínské

Růže byly pěstovány u lidských obydlí už od dob starověku. Doklady o jejich přítomnosti v lidských sídlech máme již z období okolo 4000–6000 let před naším letopočtem z Mezopotámie, později také z Persie, Egypta, Indie a Číny. Zprvu šlo asi o zajímavé jedince přenesené z volné přírody a dále vegetativně množené, aby se uchovaly zajímavé znaky. Pěstovány a kultivovány byly hlavně růže mošusová (Rosa moschata), růže fénická (Rosa phoenicea), růže keltská (Rosa gallica) a některé růže sekce Caninae (růže šípková, vinná atp.), v Číně pak růže ze sekce Indicae. Jejich (zpočátku asi nezáměrným) křížením vznikly nejstarší kulturní odrůdy růží. Do antického Řecka se růže dostaly pravděpodobně díky Alexandrovi Velikému (název ostrova Rhodos je odvozen od zmiňovaného starořeckého výrazu rhodon, tedy růže). K velkým milovníkům a pěstitelům růží patřili staří Římané, později také Arabové a Turci. O intenzivním záměrném šlechtění kultivarů lze mluvit zhruba od přelomu 18. a 19. století; jejich celkový dosavadní počet se odhaduje na 12 000–30 000 (někdy ale až na desetinásobek), což je nejvíce mezi dřevinami. Neexistuje jejich jednotná klasifikace, ale obvykle se dělí podle původu, využití a doby vzniku do několika skupin uvedených níže. Moderní kultivary jsou kromě svých estetických kvalit často již šlechtěny také na odolnost vůči houbovým chorobám.

### Staré zahradní neboli historické růže
Historické odrůdy vznikaly před vyšlechtěním moderních hybridních odrůd. V prostředí Evropy a Blízkého východu se zprvu jednalo výhradně o křížence růže keltské a jejich potomky. Jsou to jednou ročně kvetoucí, odolné, nenáročné keře s intenzivně vonícími květy, jejichž barevná paleta sahá od čistě bílé přes růžovou po odstíny červené a fialové. Teprve pozdější introdukce šlechtěných růží čínské provenience koncem 18. století přinesla jednak vlohy pro opakované kvetení, jednak nové odstíny barev, především žluté a oranžové.
- Kříženci a varianty růže keltské: růže lékařská (Rosa gallica 'Officinalis') oblíbená ve středověkých klášterních zahradách; růže bílá (Rosa ×alba), růže damašské (Rosa ×damascena), růže stolistá (Rosa ×centifolia) a množství jejich dalších kultivarů; jejich nápadnou variantou byly tzv. „mechové růže“ se značně zžláznatělými (jakoby zmechovatělými) kališními lístky.[7]
- Čínské růže: kultivary a kříženci růže čínské, do Evropy převezeny koncem 18. století (1781 do botanické zahrady v Leydenu) a šlechtěny se starými evropskými odrůdami;[7]
- Čajové růže: kultivary růže vonné (Rosa ×odorata, kříženec růže čínské a obrovské), s květy nažloutlé barvy a vonícími po černém čaji;
- Bourbonské růže: vznikly na Réunionu ze spontánního křížence růže čínské a damašské v kvetoucím živém plotu; dnes se pěstují již jen zřídka;[7]
- Portlandské růže: stojí na počátku šlechtění starých evropských odrůd s čínskými kultivary v 19. století;[7]
- Noisettky: první opakovaně kvetoucí kultivary vzniklé na počátku 19. století v Americe z kříženců růže čínské a mošusové (Rosa moschata);[7] popínavého charakteru, v evropských podmínkách silně choulostivé. Velké obliby požívaly v 19. století, dnes již prakticky zaniklá skupina.[7]
- Remontantky (v anglickém prostředí nazývány Hybrid perpetuals): vyšlechtěny v 19. století pro opakované kvetení ze široké škály předchůdců;[7]
- Lambertky: též kříženci růže mošusové a mnohokvěté; odolné, silně aromatické růže s květy v bohatých květenstvích;
- Pernetky: kříženci žluté růže Rosa foetida s atraktivními květy, nicméně nevonné a náchylné k chorobám, již začátkem 20. století zanikly dalším křížením s čajovými hybridy, do jejichž barevné palety ovšem dodaly do té doby chybějící žlutou.[7]

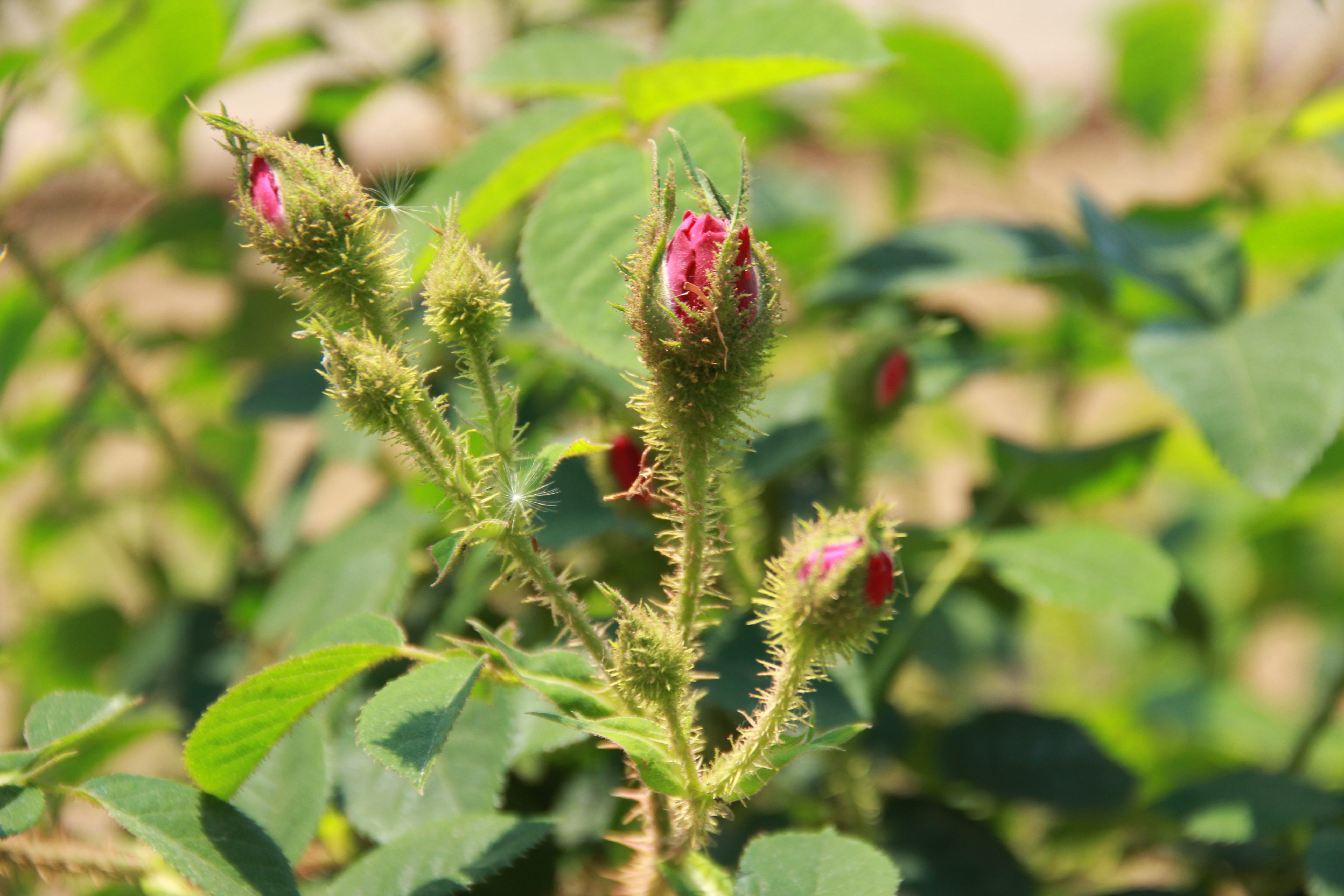
Poupě tzv. mechové růže
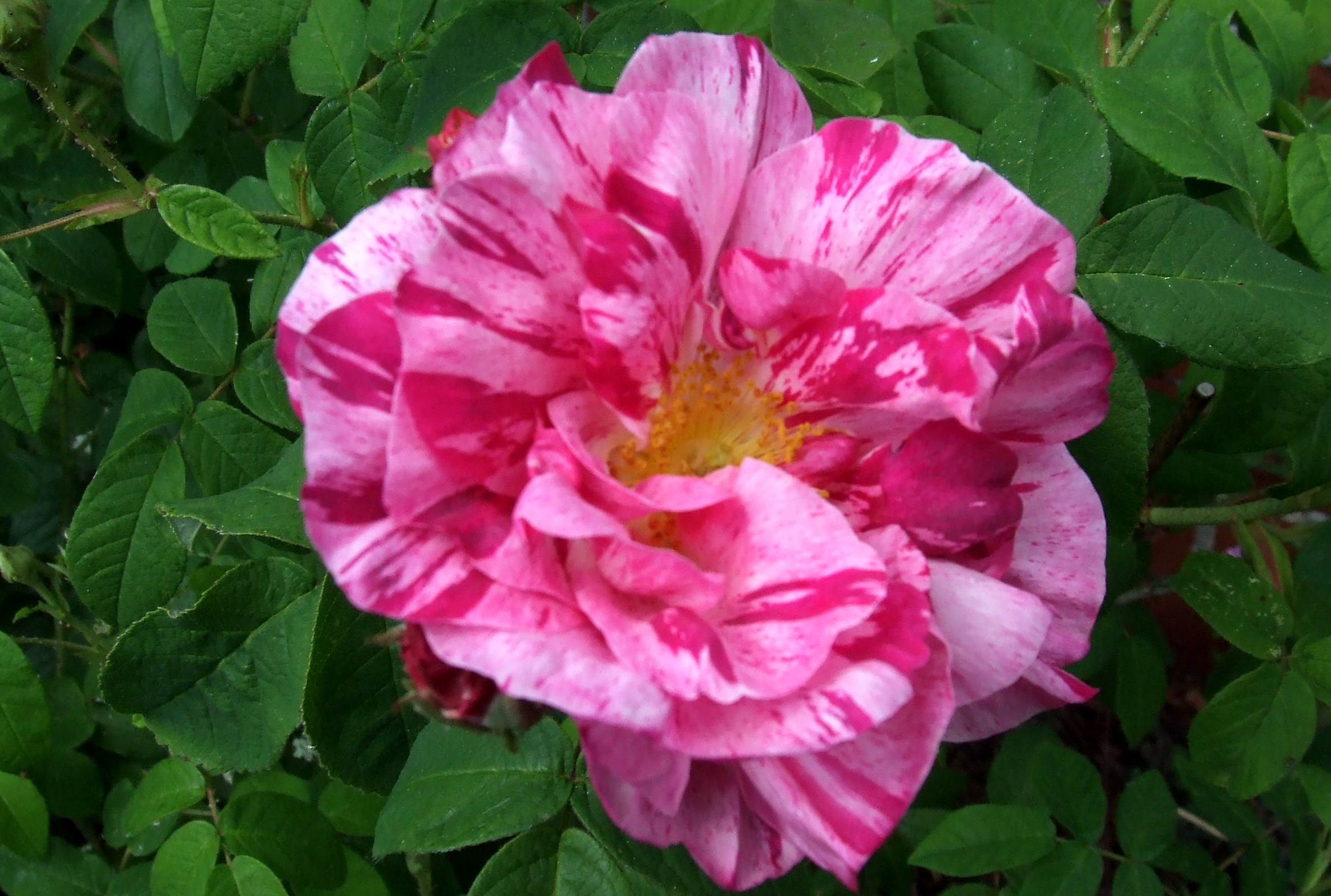
Rosa gallica 'Mundi'
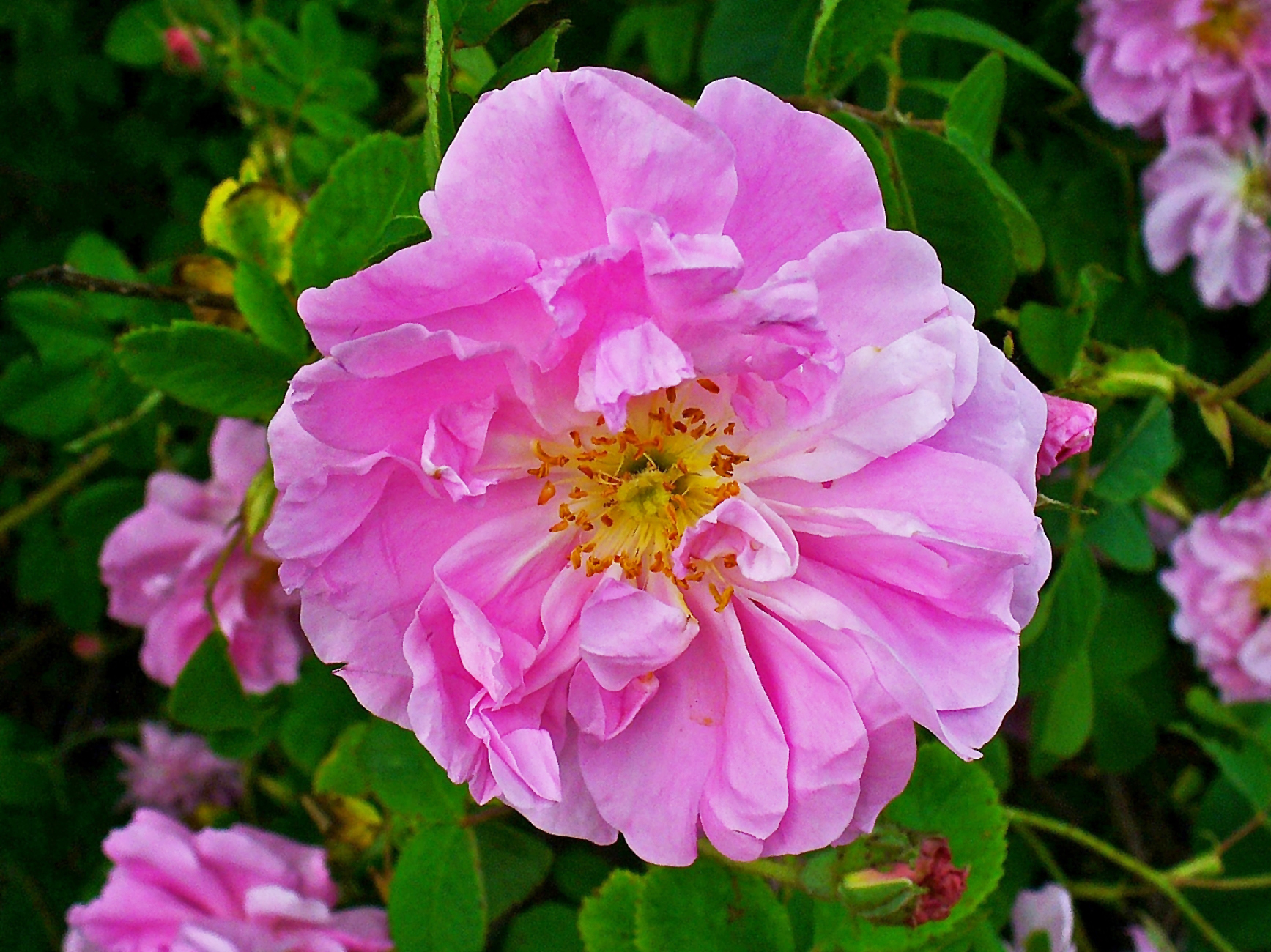
Růže damašská
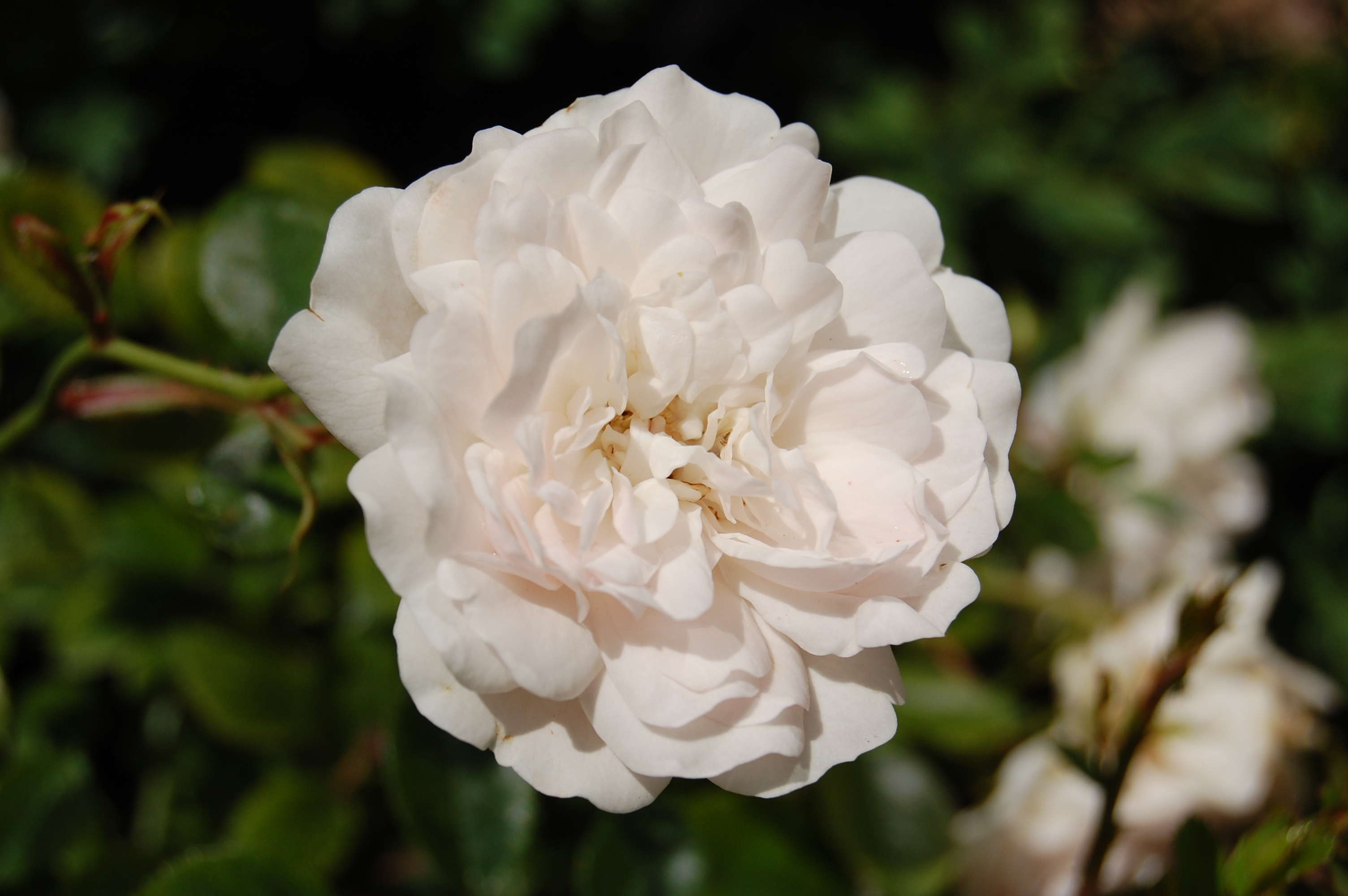
Plnokvětý kultivar růže bílé
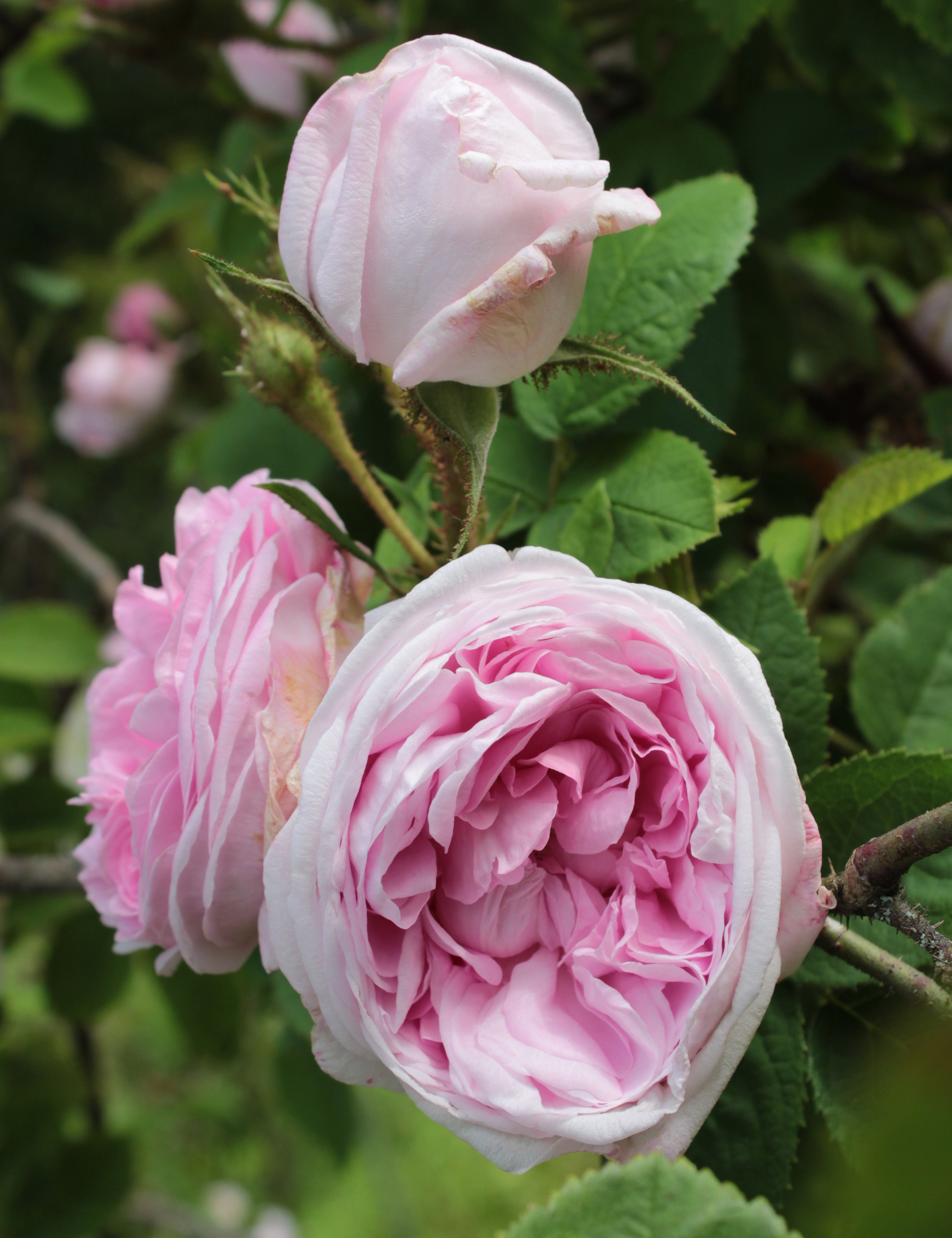
Růže stolistá
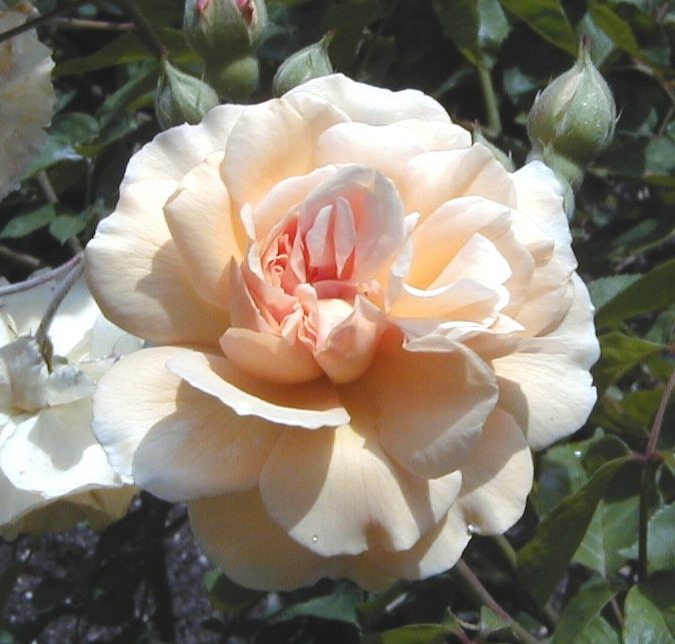
Lambertka 'Buff Beauty'
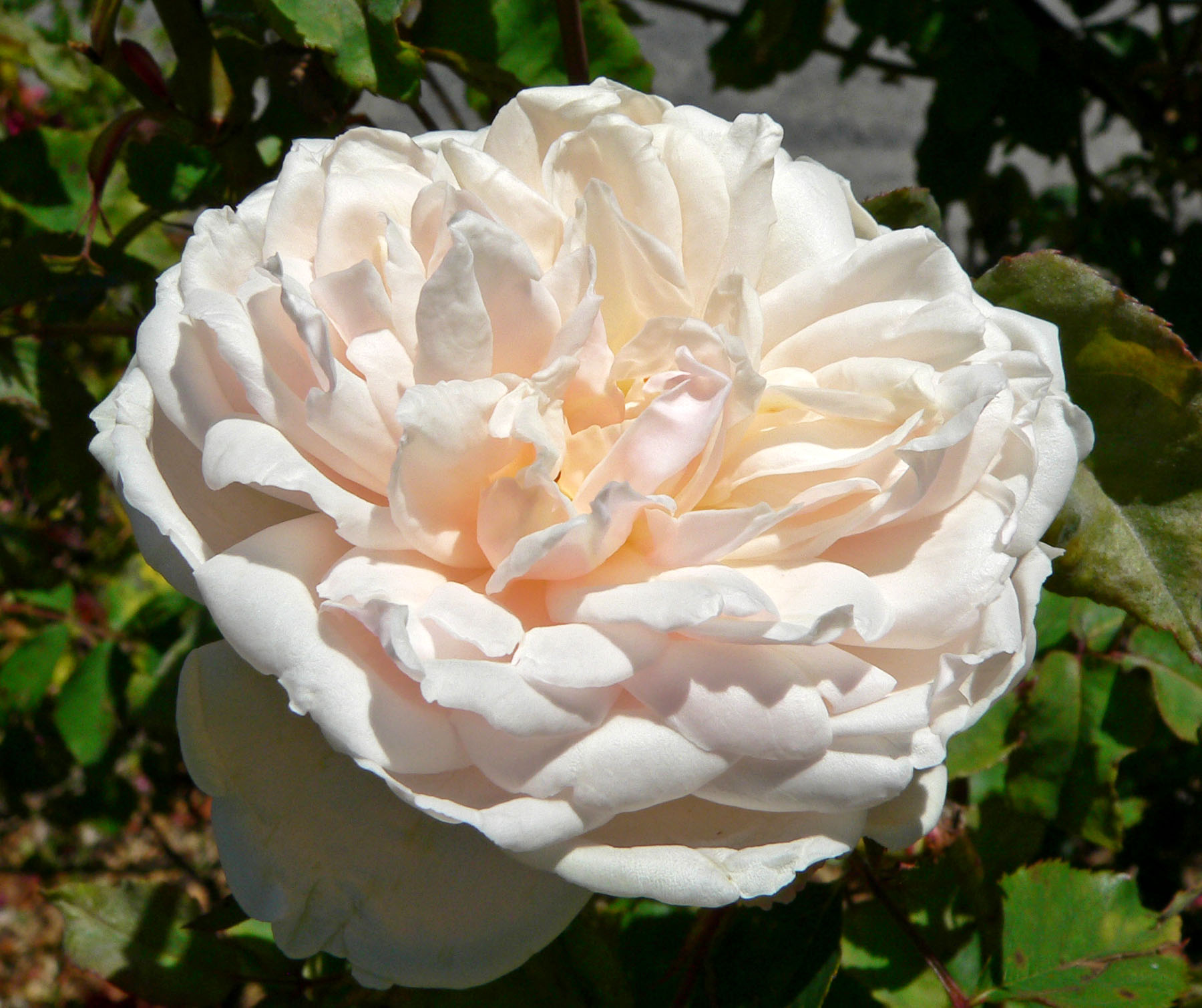
Růže 'Madame Alfred Carriere' ze skupiny noisettek

### Moderní hybridní růže
Za přelomové datum ve šlechtění růží se tradičně pokládá rok 1867, kdy byl uveden na trh první čajový hybrid nazvaný 'La France'. Slavnými pěstiteli růží ve 20. století byly například francouzské rodiny Meillandů a Guillotů, Němci Späth, Tantau či Kordes a jeho synové nebo Angličan David Austin; v českém prostředí pak například Jan Böhm z Blatné, Josef Strnad z Rosic u Brna nebo otec a syn Urbanovi z Želešic. Kultivar popínavé růže 'New Dawn' se v roce 1930 stal první rostlinou, na niž byla uplatněna patentová právní ochrana.
- Čajohybridy: moderní odrůdy záhonových růží vyšlechtěné z remontantek a čajových růží. Vyznačují se vzpřímeným růstem, řidším olistěním, dlouhotrvajícím kvetením a velkými, plnými květy nesenými zpravidla po jednom až několika na rovných, pevných výhonech. Ze všech skupin růží mají nejširší rozpětí barev, mnohé z nich i výrazně voní. Pravděpodobně nejslavnějším čajohybridem je kultivar 'Gloria Dei' (v anglosaských zemích zvaný 'Peace') uvedený na trh na počest ukončení druhé světové války.[7][8]
- Polyantky a polyanthybridy: kříženci evropských remontantek s importovanou růží mnohokvětou (po níž zdědily jako rozpoznatelný znak mj. hřebínkovitě zpeřené palisty), od 80. let 19. století šlechtěné v evropském prostředí. Jedná se o vzrůstově menší, dlouho kvetoucí záhonové růže s desítkami drobných květů v bohatých květenstvích, které obvykle nevoní.[8]
- Floribundy: vznikly hybridizací dvou výše zmíněných typů; vzrůstově menší, spíše rozložitě rostoucí růže podobné čajohybridům, s vícero velkými a bohatými květy na stonku; voní málokdy.[7][8]
- Grandiflory: potomci dalšího křížení floribund s čajohybridy v USA, s cílem dosáhnout většího množství velkých, bohatých květů;[7]
- „Anglické růže“: šlechtěny od 60. let v Anglii Davidem Austinem, s cílem vyhovět dobové nostalgii po „starých dobrých časech“ a zkombinovat půvab starých evropských odrůd s moderními požadavky na opakované kvetení a barevnou škálu.

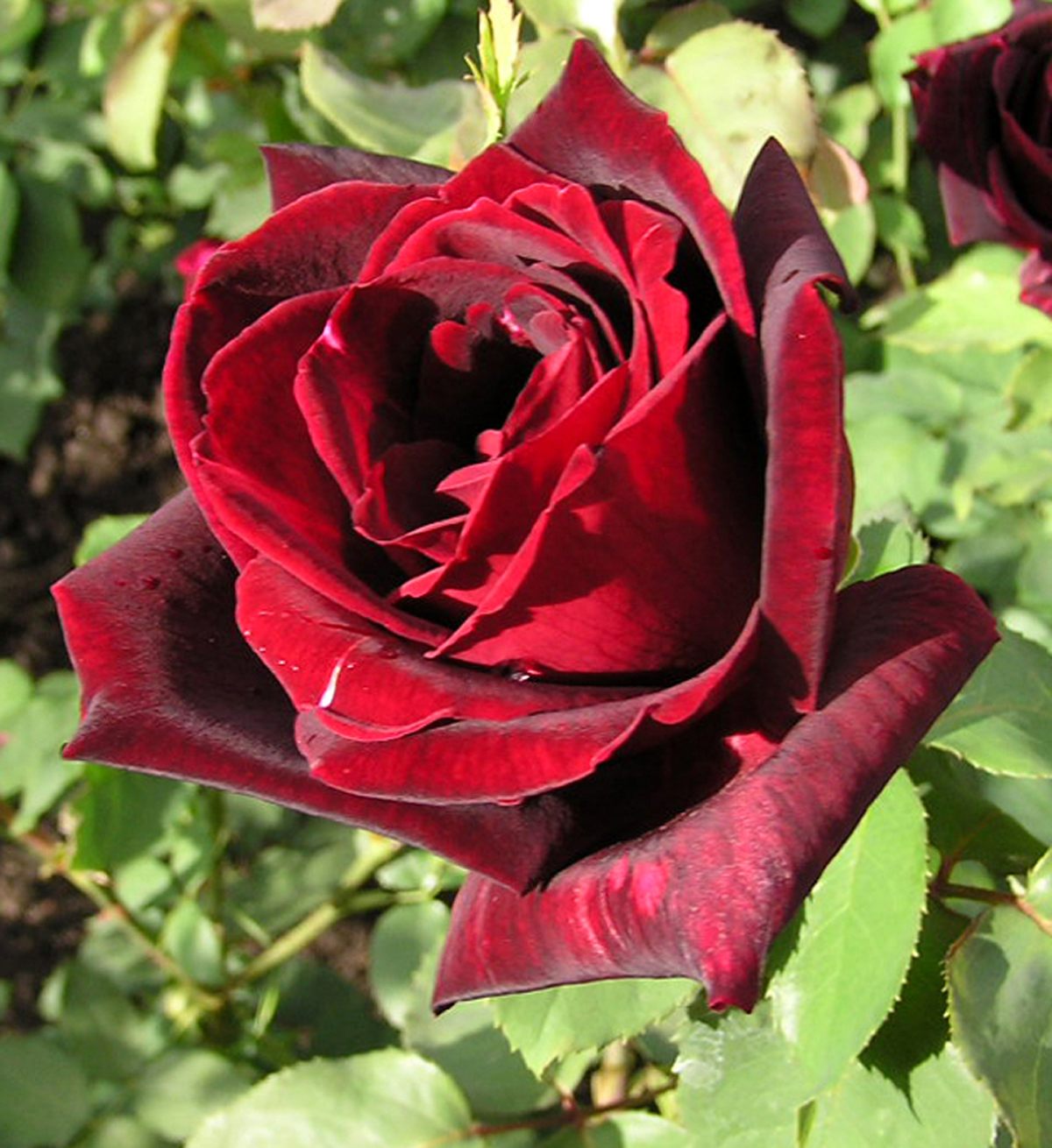
Čajohybrid 'Papa Meilland'
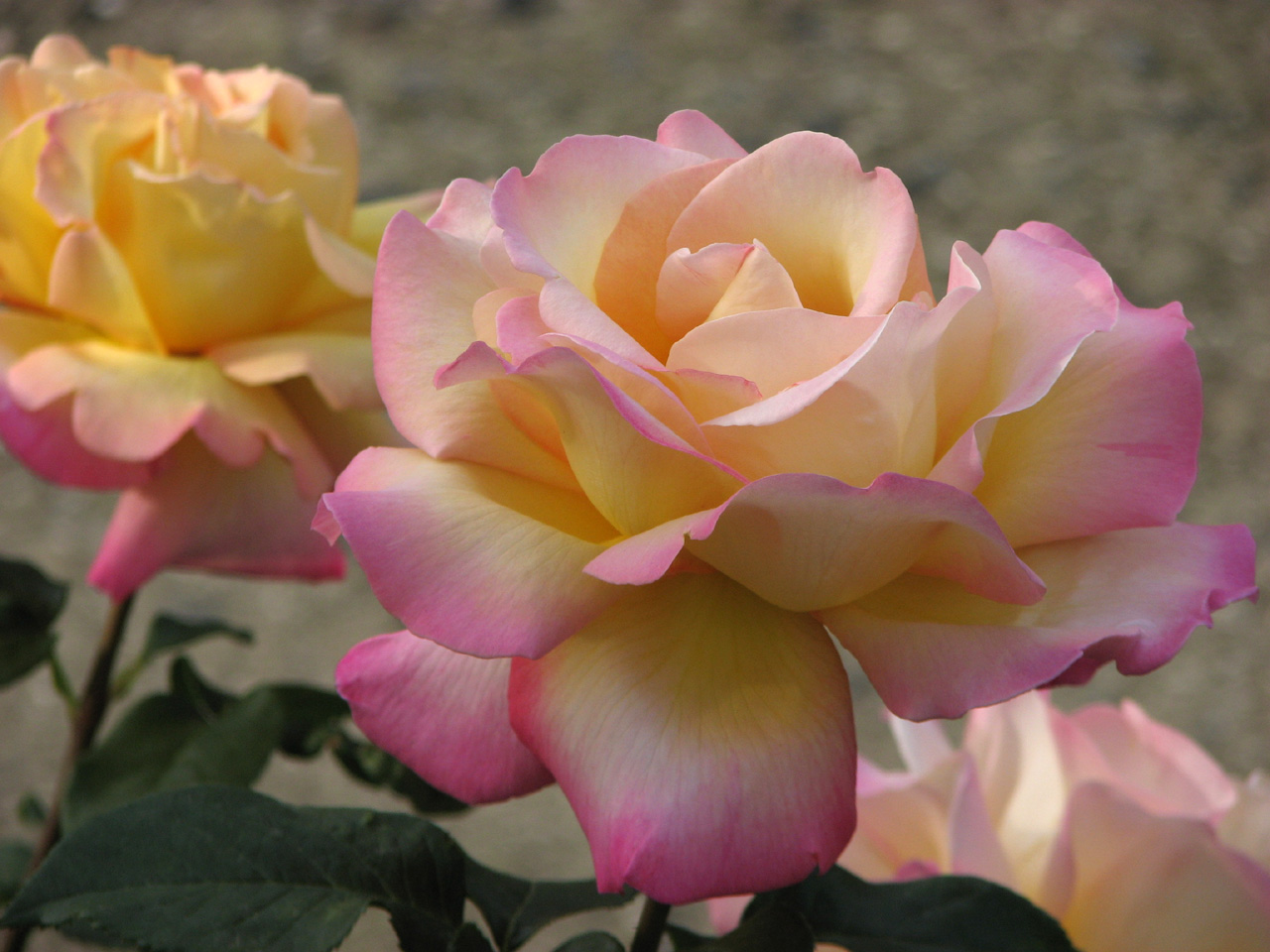
Čajohybrid 'Gloria Dei', jedna z nejoblíbenějších a nejpěstovanějších růží všech dob
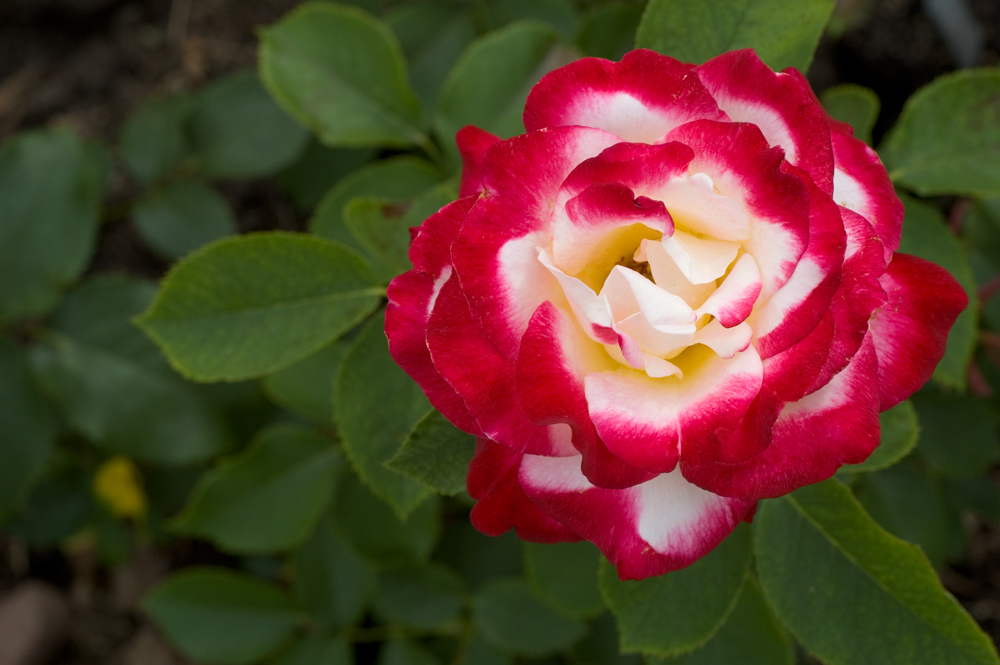
Dvoubarevný čajohybrid 'Double Delight'
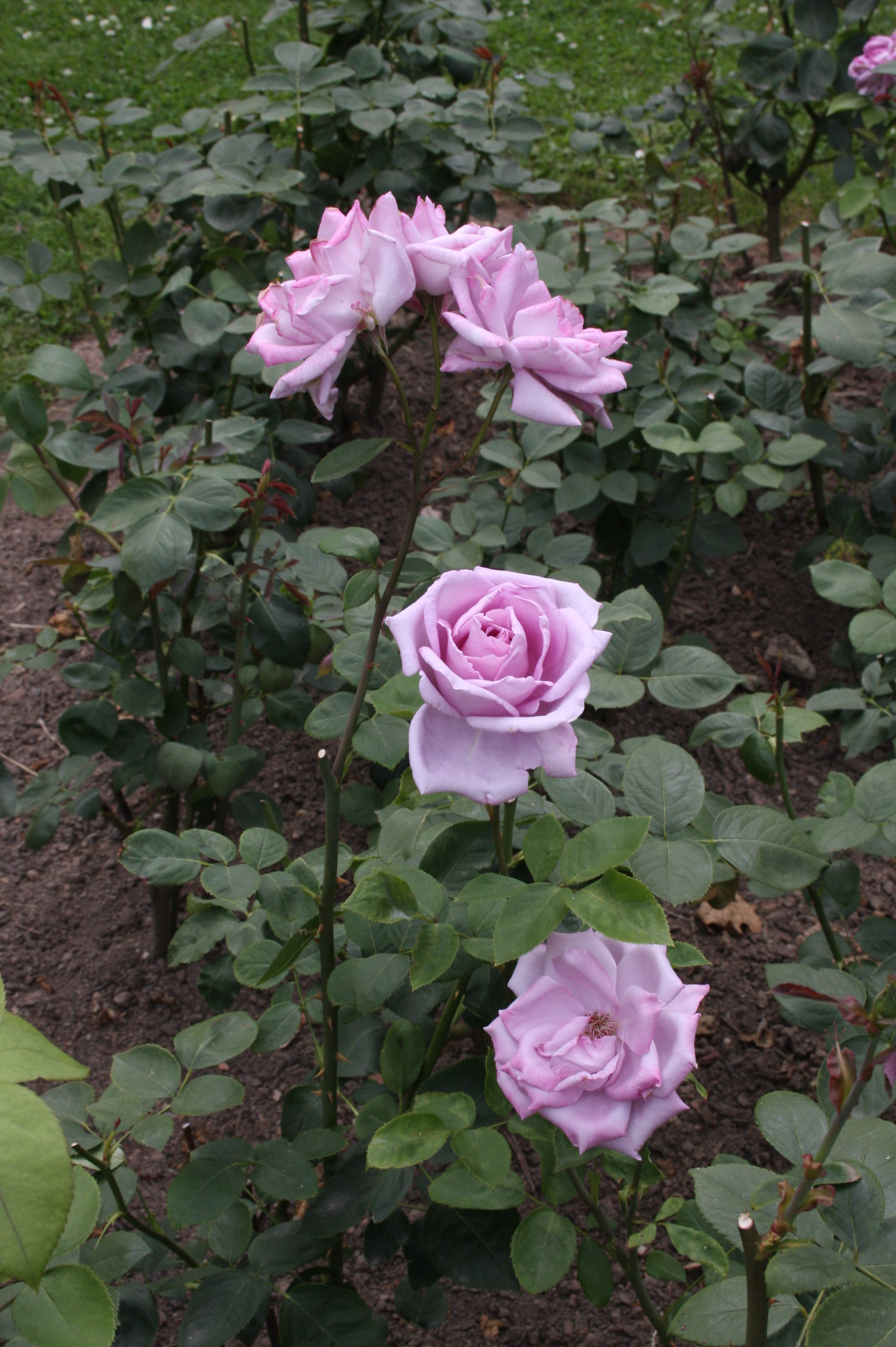
Často pěstovaný velkokvětý čajohybrid 'Mainzer Fastnacht'
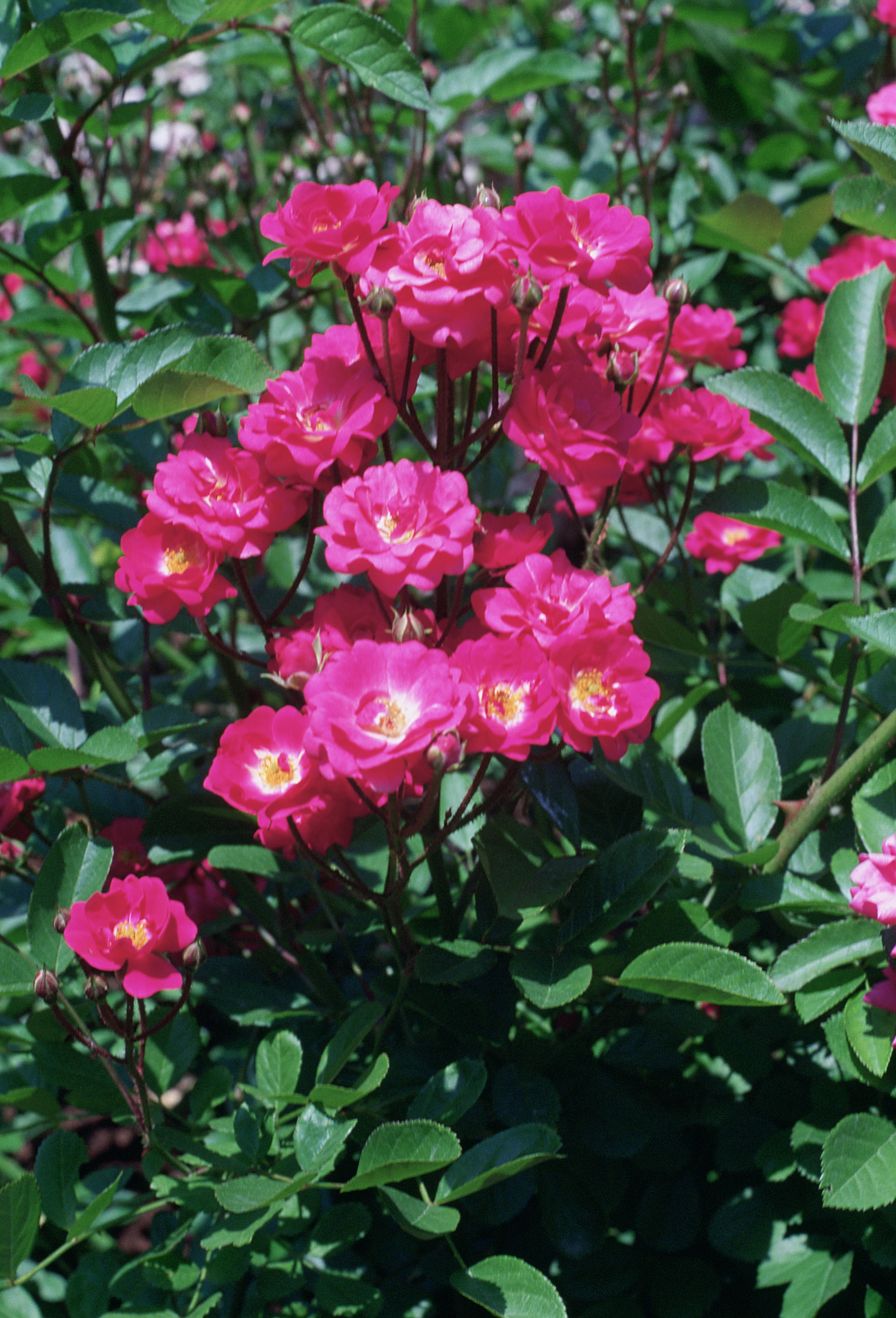
Polyantka: 'Mme Norbert Levavasseur'
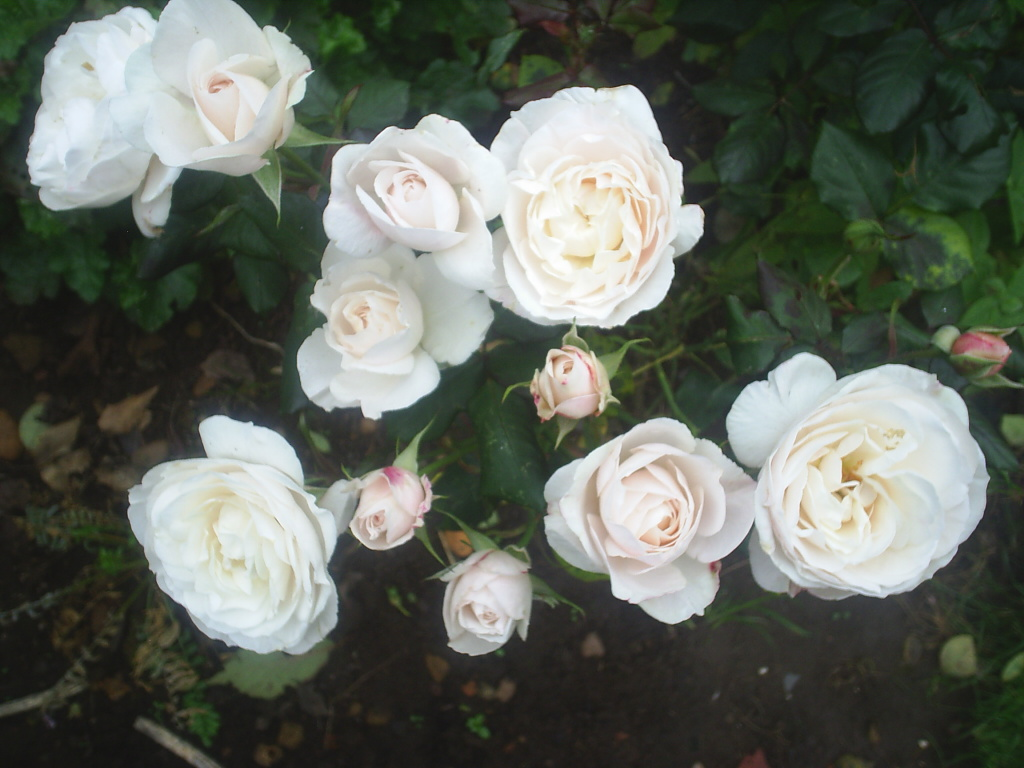
Floribunda 'English Miss'
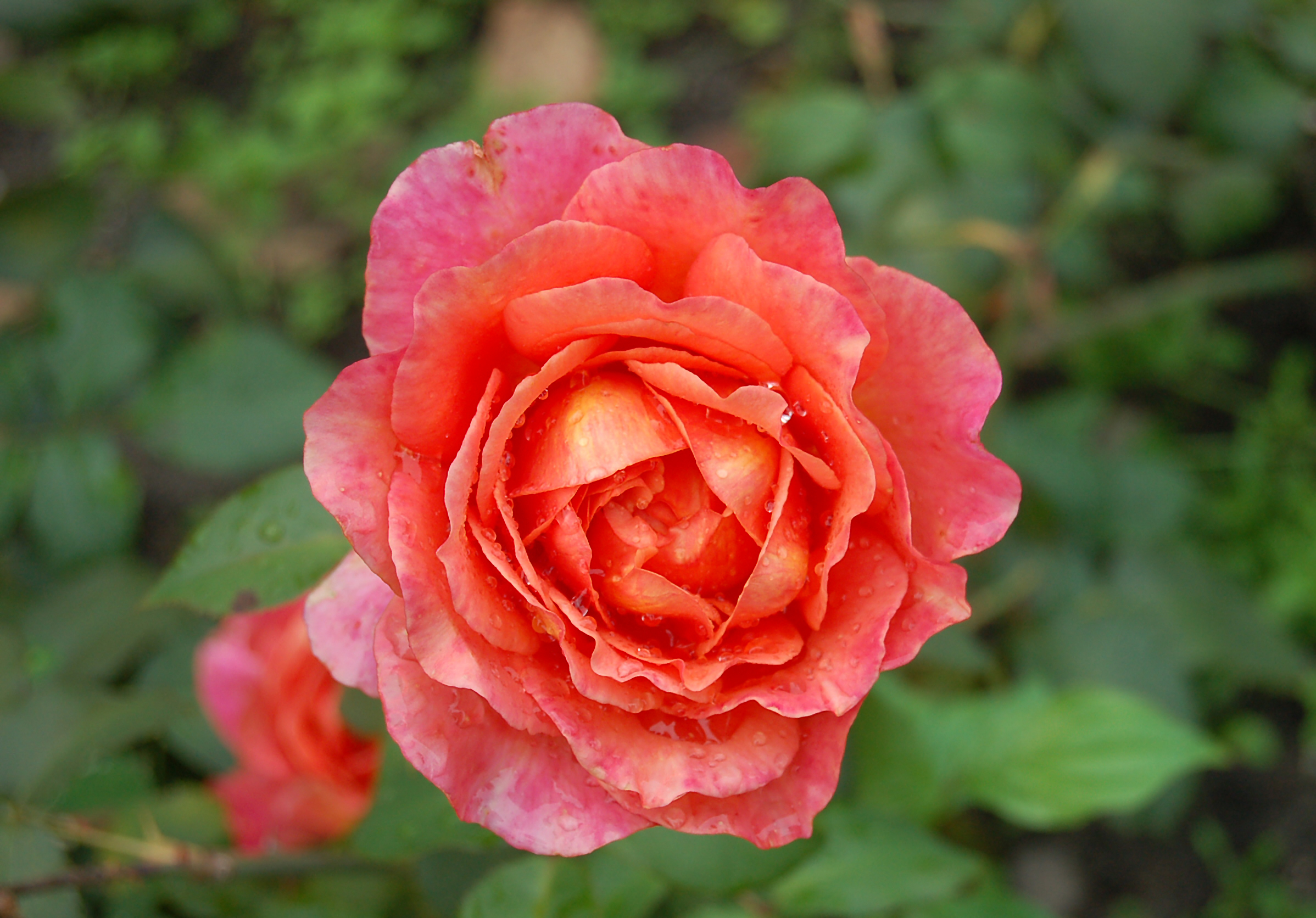
Čajová růže 'Albrecht Dürer'
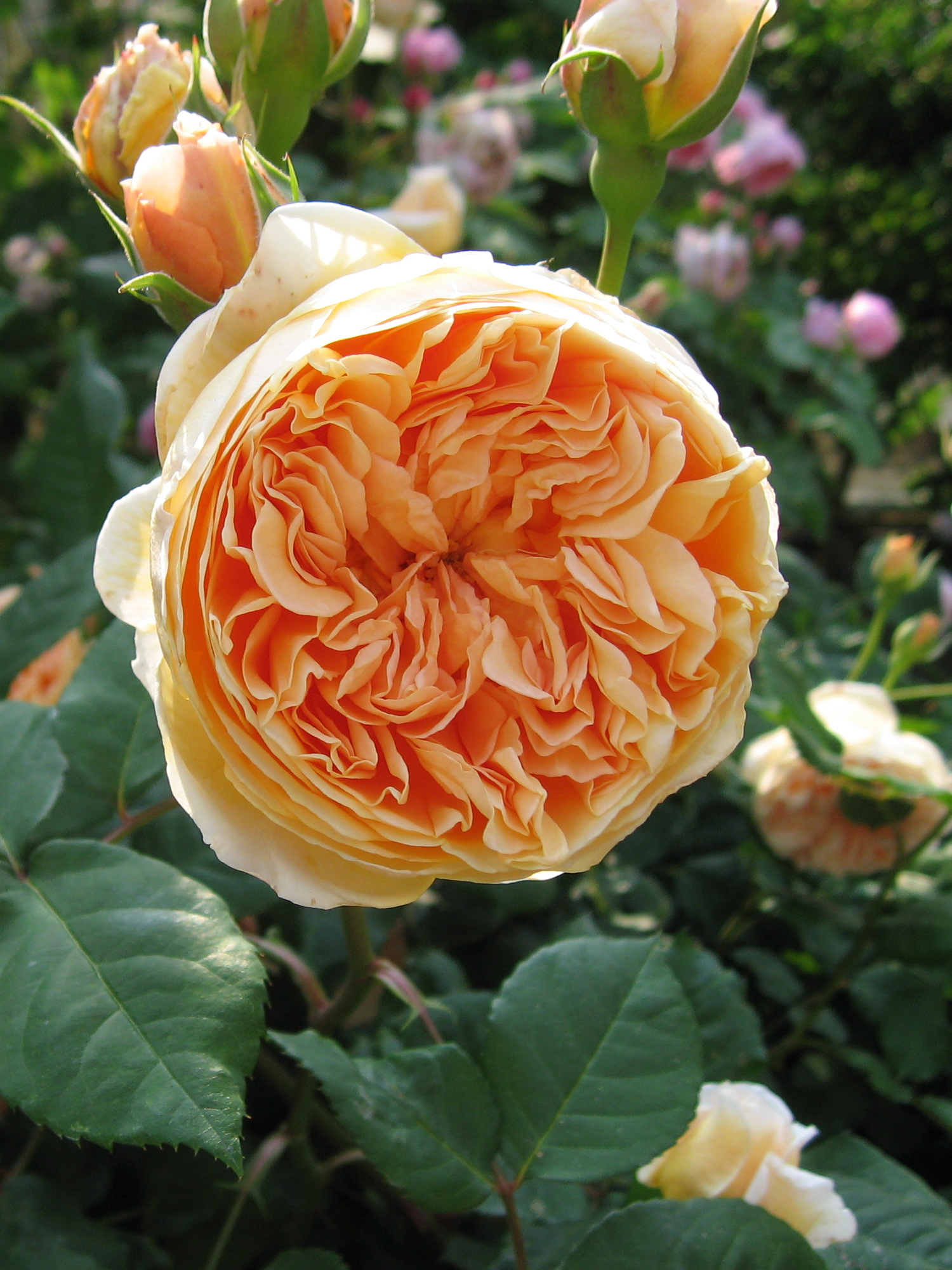
Anglická růže 'Crown Princess Margareta' vyšlechtěná Davidem Austinem

Kromě původu můžeme růže dělit též podle jejich habitu a využitelnosti při pěstování. Pak můžeme rozeznávat například následující typy:
- Záhonové růže jsou využitelné pro pěstování v menších zahradách, spadá sem většina čajohybridů, floribund, polyantek a další.
- Pnoucí růže mají i několik metrů dlouhé výhony; navzdory svému jménu se však samy nedokáží ovíjet, je třeba je vyvazovat k opoře. Jedná se vesměs o kultivary odvozené z růže mnohokvěté, růže rolní a růže vonné.
- Půdopokryvné růže rostou plazivě, květy mají často v bohatých květenstvích, odvozeny obvykle od růže rolní (Rosa arvensis); využitelné pro tento účel jsou též druhy vytvářející svými výběžky nízké, rychle se rozrůstající polykormony (například růže bedrníkolistá).
- Sadové růže jsou mohutně vzrůstné kompaktní keře vhodné pro solitérní výsadbu například v parcích a sadech. Obvykle jde o různé botanické druhy a jejich speciální kultivary (například růže svraskalé, Hugovy ad.).
- Miniaturní (též trpasličí) růže jsou zakrslé kultivary vzniklé původně z drobné přírodní varianty růže čínské (Rosa chinensis var. Minima)[7]; vysoké pouze 30–40 cm, s drobnými květy (1–5 cm v průměru), pěstují se též jako pokojové květiny.
- Stromkové růže nejsou zvláštním typem, lze jich docílit z většiny předchozích typů šlechtěním korunky na vysoké podnoži; naočkováním menší popínavé odrůdy na stromkovou podnož vzniknou růže převislé, tzv. smuteční.[7]

## Pěstování růží

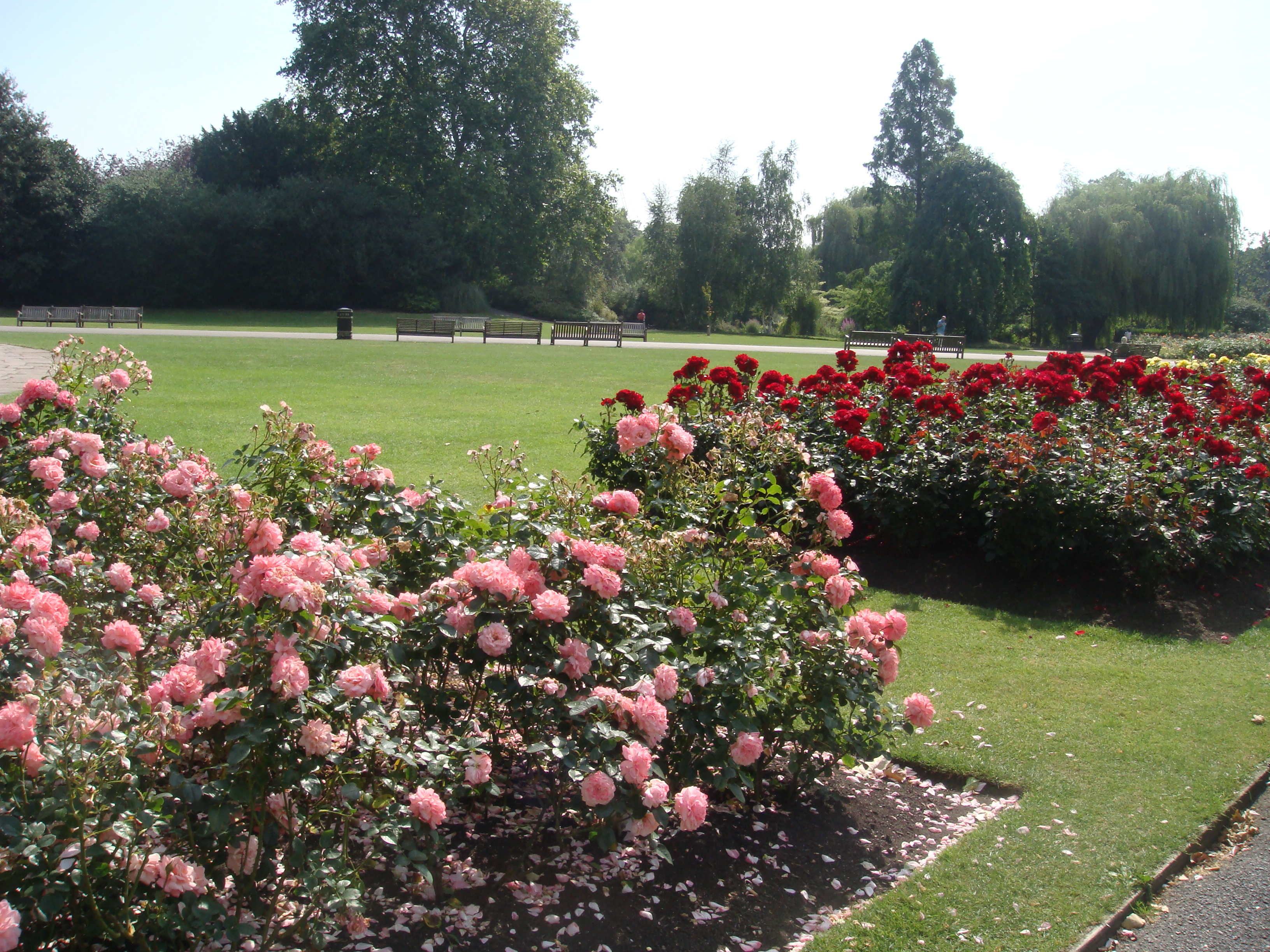
Záhonové růže v londýnském Regent´s Parku

Růže jsou bezesporu jednou z nejčastěji pěstovaných okrasných rostlin na světě, ať už v soukromých zahradách, ve veřejné, krajinné nebo lázeňské zeleni. Jejich hlavním estetickým účinkem je samozřejmě kvetení (dle odrůdy zhruba od května do října), dále dozrávající šípky a u některých druhů též dekorativní barevné ostny (velmi výrazné například u formy Rosa sericea var. pteracantha). Při pěstování vesměs vyžadují teplé a vzdušné stanoviště s dostatkem přímého slunečního světla, avšak chráněné před extrémními klimatickými vlivy, jako je sluneční úpal, průvan nebo vliv mrazové kotliny. Půda je ideální písčitohlinitá nebo hlinitá, dostatečně úživná; před výsadbou lze na dno umístit několik lopat kompostu nebo dobře vyzrálého hovězího hnoje promíchaného se substrátem. Výsadba probíhá obvykle v bezlistém stavu na podzim nebo na jaře. Místo očkování má přitom být „utopeno“ několik centimetrů pod úrovní povrchu a jáma na výsadbu dostatečně prostorná. Během suchých letních měsíců růže ocení pravidelnou zálivku, která vzhledem k silným a hluboko jdoucím kořenům nemusí být ani tak častá, jako spíše vydatná. Zálivka má být zásadně ke kořenům, nikoli kropením svrchu na listy. Hnojí se na jaře ke kořenům, v létě průběžně i na list.
Pro ochranu před silnými mrazy je vhodné k růžím na zimu nakopčit okolní zeminu nebo vyzrálý kompost, choulostivější odrůdy lze též zakrýt chvojím, ne však příliš brzo, aby se pod zeminou nemnožily houbové choroby a plísně. Pnoucí růže lze ovázat chvojím či překrýt pytlovinou. Zjara je prováděn řez, kdy se nejprve odstraní všechny přebytečné, namrzlé, uschlé, křížící se či jinak nevhodné výhony, a to až do zdravého dřeva; zbylé se potom zakrátí; silné a dlouhé vyzrálé výhony se přitom řežou méně, slabé naopak více; stejně tak velkokvěté odrůdy (čajohybridy, grandiflory) se mají řezat hlouběji než odrůdy malokvěté (floribundy, polyantky ad.). V létě je vhodné průběžně odstraňovat odkvetlá květenství, aby se rostliny nevysilovaly tvorbou šípků a znovu nasadily na květ. Sadové a botanické růže každoroční řez nepotřebují, vystačí s občasným zmlazujícím odstraněním přestárlých výhonů jednou za několik let.

## Další využití

### Květy

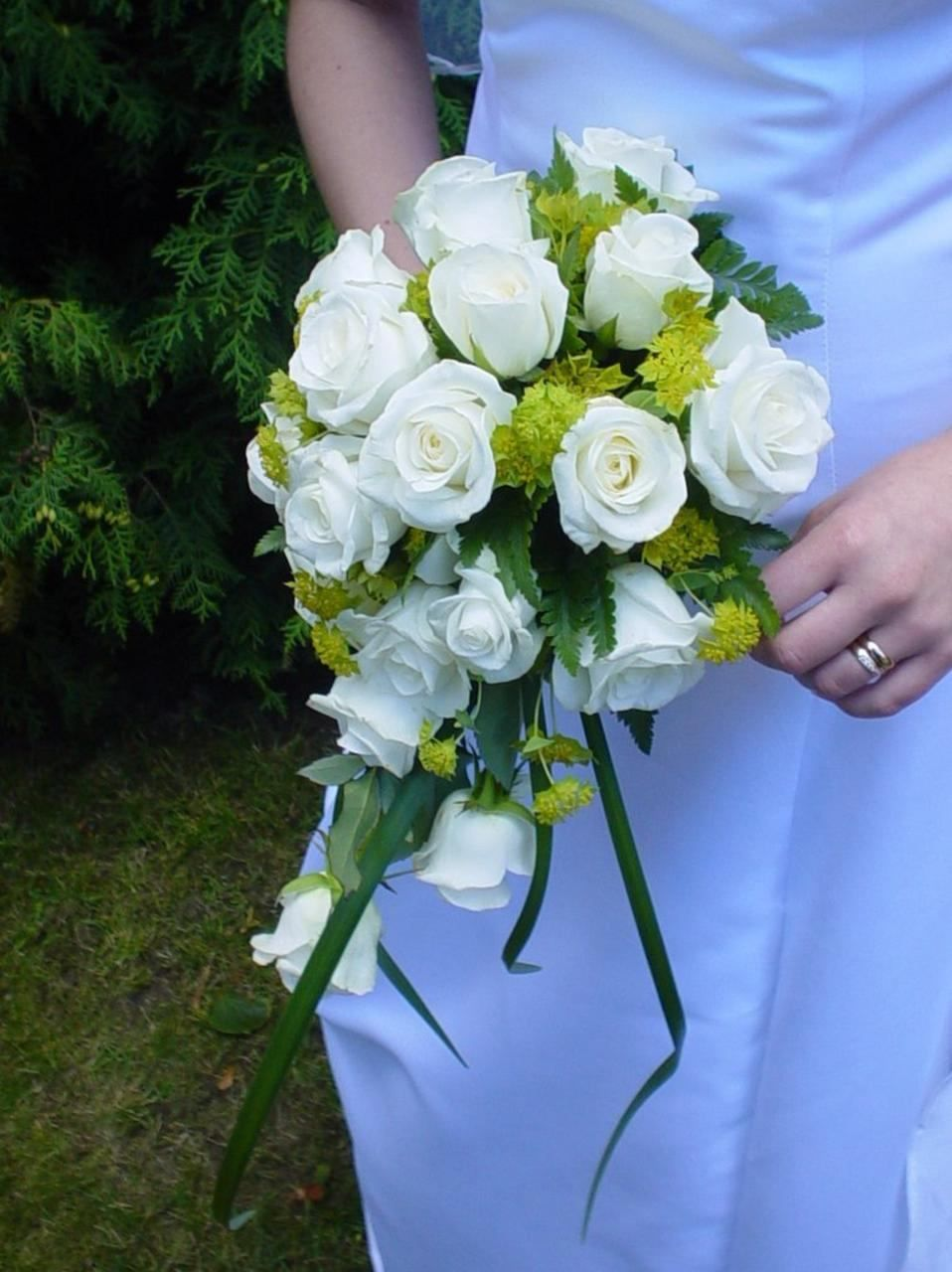
Svatební kytice z bílých růží

V prodeji řezaných květin růže s velkým náskokem dlouhodobě vévodí žebříčkům, následovány gerberami, chryzantémami, liliemi, karafiáty, fréziemi a dalšími květinami. Používají se čerstvé i usušené, a to do jednoduchých i složitě vázaných kytic, květinových košů a vypichovaných aranžmá pro nejrůznější slavnostní účely, se sezónními vrcholy na svatého Valentýna a Den matek. Velká část globální produkce řezaných růží pochází ze zemí rovníkové Afriky, převážně z Keni. Zdejší pěstitelské farmy se nicméně často vyznačují velmi špatnými pracovními podmínkami, značnou ekologickou zátěží v podobě intenzivního hnojení, chemizace, znečištění a drancování vodních zdrojů a vysokou uhlíkovou stopou letecké přepravy zboží na evropské a americké trhy. Alternativou je kupovat květiny pouze od svých lokálních dodavatelů.
Růže obsahují v květních plátcích směsi aromatických silic. Jejich množství velmi kolísá nejen u různých druhů a odrůd, ale i v závislosti na počasí a denní době (nejvíce jich květy obsahují ráno). Hlavní vonnou složkou jsou alkoholy geraniol, nerol a l-citronellol. Z botanických druhů a růží jim blízkých nejvíce voní růže keltská a její odvozeniny (růže damašská, stolistá, bílá), dále růže vonná (Rosa ×odorata), růže Hugova nebo růže Banksové a též převážná většina historických růží. U moderních odrůd nalezneme význačně vonící odrůdy růží především mezi čajohybridy (například kultivary 'Duftwolke', 'Eminence', 'Erotika', 'Christian Dior', 'Mainzer Fastnacht', 'Papa Meilland', 'Silver Star', 'Sutter´s Gold', 'Sterling Silver', 'Whisky') a floribundami. Voní též mnohé tzv. anglické růže. Velká část růží voní naopak jen zanedbatelně nebo vůbec – je to dáno výsledky moderního šlechtění, kdy před vůní byly ve výběru upřednostňovány vlastnosti jako odolnost proti chorobám, fyziologická vitalita a také co nejatraktivnější vzhled květu, což u některých mnohokrát šlechtěných kultivarů vedlo k postupnému vymizení genu pro tvorbu aromatických látek.
Korunní plátky růží damašských a příbuzných druhů z okruhu růže keltské se zpracovávají na aromatický růžový olej, který je významnou součástí mnoha parfémů a kosmetických přípravků, jako jsou mýdla, pleťové krémy atp. Světoznámé je pěstování růží odrůdy Rosa ×damascena var. trigintipetala v Bulharsku, které kryje 70 až 80 % světové spotřeby. Éterické oleje růže damašské jsou využívány též v aromaterapii a medicíně pro širokou škálu účinků; působí jako uklidňující prostředek při bolestivé menstruaci, zažívacích problémech, ke zklidnění nervů, při bolestech hlavy, migréně, nervozitě a stresu. Pomáhají též při hojení ran a regeneraci pokožky, mají antibakteriální, protizánětlivé a protikřečové účinky, působit mají též jako afrodiziakum. Korunní plátky jsou jedlé a využívají se v orientální kuchyni ke kandování, ke zdobení a dochucování dezertů, nugátů apod. V kosmetice se využívají i dostupnější korunní plátky růže šípkové (Rosa canina).

### Plody

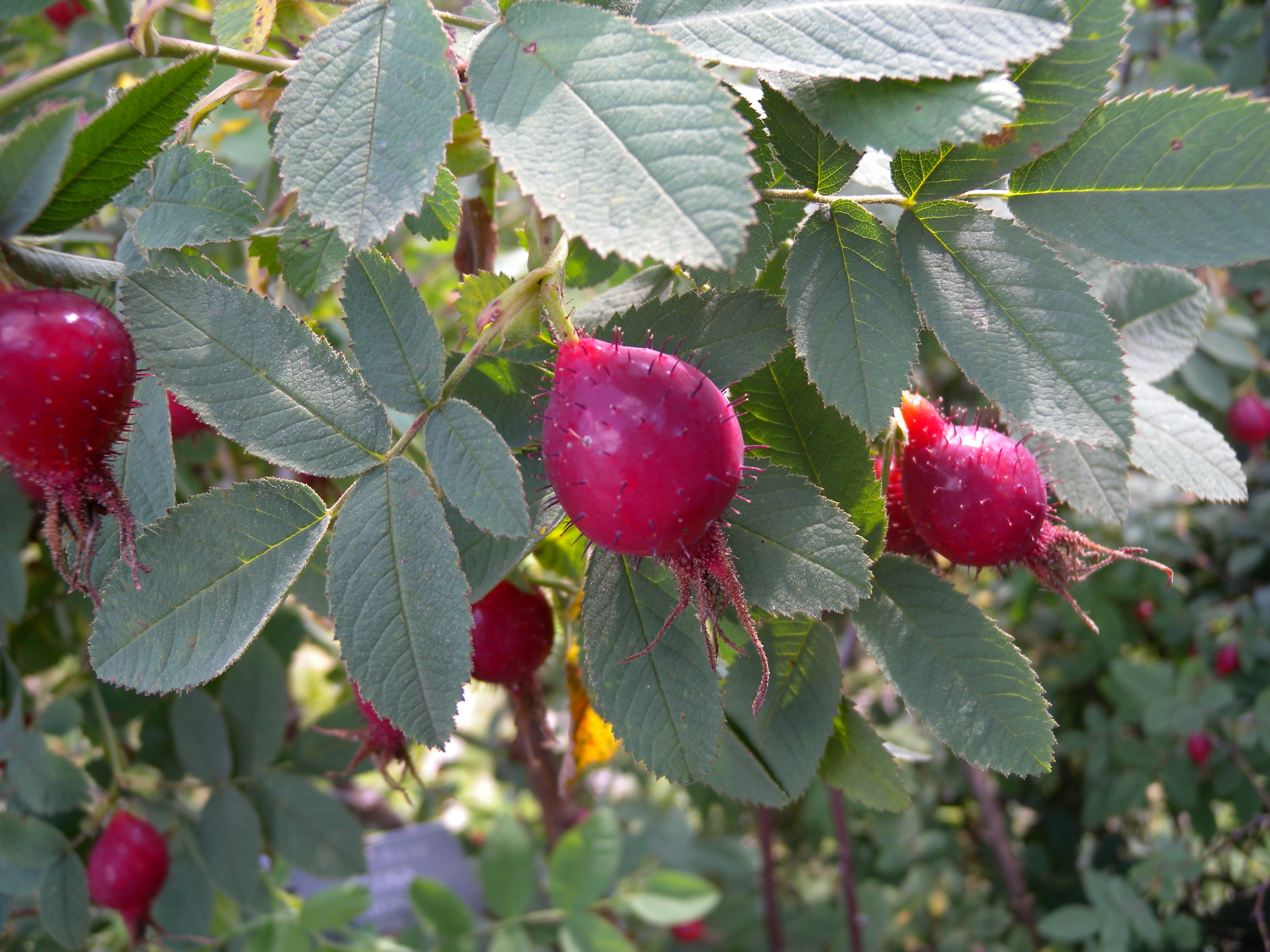
Šípky růže dužnoplodé, odrůdy 'Karpatia'

Plody růží – šípky – obsahují cenné látky jako karotenoidy, flavonoidy, třísloviny, pektiny, organické kyseliny a vitamíny, konkrétně A, B1, B2, P a K a především vitamín C, jehož obsah kolísá od 0,2 do 1 %; u přezrálých plodů či při jejich nesprávném skladování rychle klesá (až o 80 %). Pravděpodobně nejčastěji se šípky sbírají na známý šípkový čaj užívaný jako posilující nápoj při horečkách a nachlazení; krom toho má i močopudný účinek. Využít se šípky dají i do marmelád, džusů, kompotů nebo omáček či k výrobě moštů, sirupů a rosolů. Místy se dělá je také šípkové víno, i když obsah vitamínu C v něm je pouze nízký. V průmyslovém zpracování se šípků užívá k výrobě léčiv, například koncentrátů s vitamínem C. Z nažek se lisuje olej využitelný v kosmetice.
Kromě sběru šípků v Evropě obecně rostoucí růže šípkové existují i odrůdy pěstované vyloženě na plody, jako například 'Karpatia' růže dužnatoplodé (Rosa pomifera, resp. Rosa villosa) se sytě červenými, velkými šípky s malým počtem semen, nebo růže Moyesova (R. moyesii) s až 6 cm dlouhými šípky lahvovitého tvaru, vynikajícími vysokým obsahem vitamínu C. Jedlé jsou ovšem šípky všech růží, včetně zahradních.

## Růže vkulturní historii

### Mytologie, symbolika a mystika

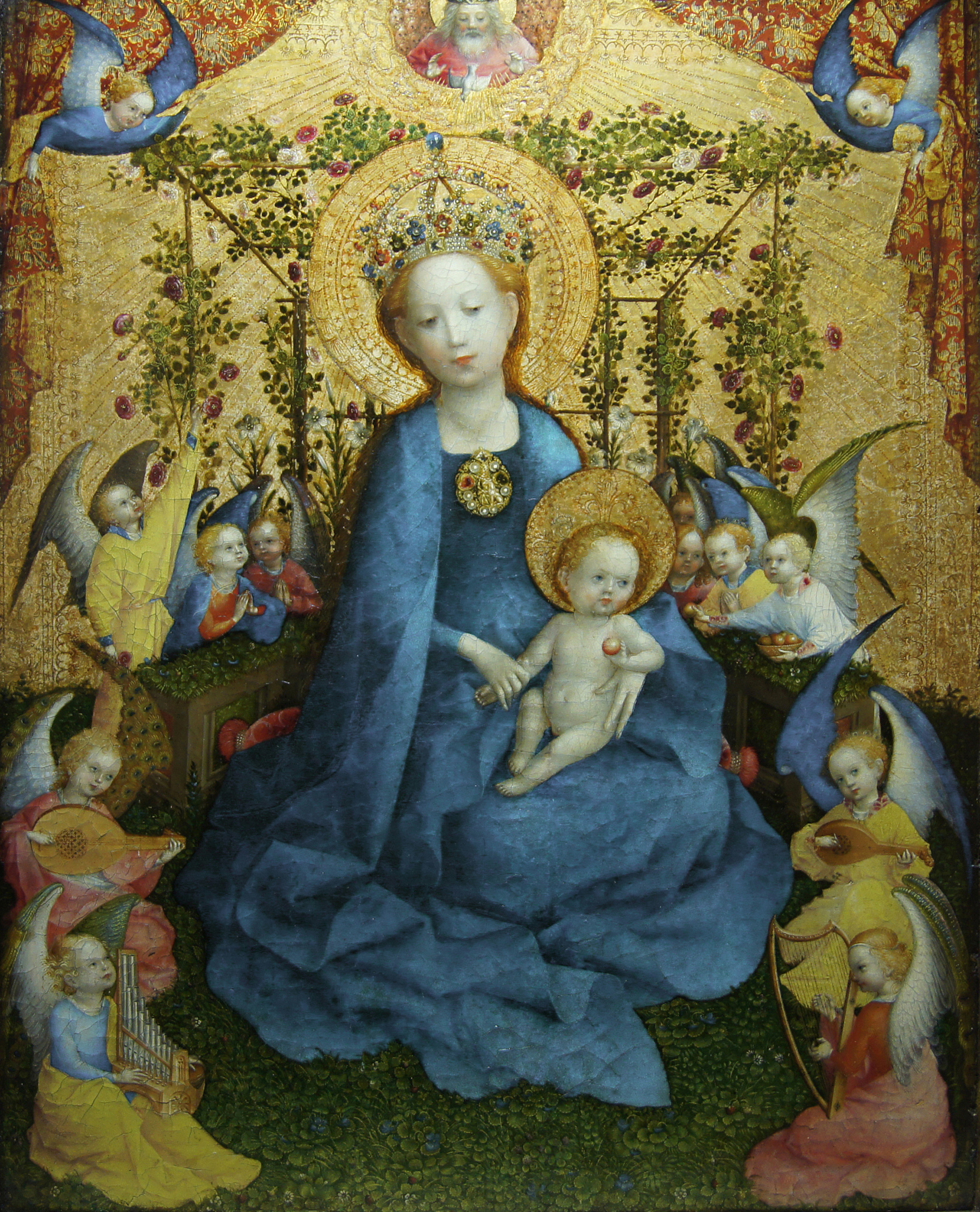
Stefan Lochner: Madona v růžové besídce (1440–42), oblíbený námět malířství pozdní gotiky

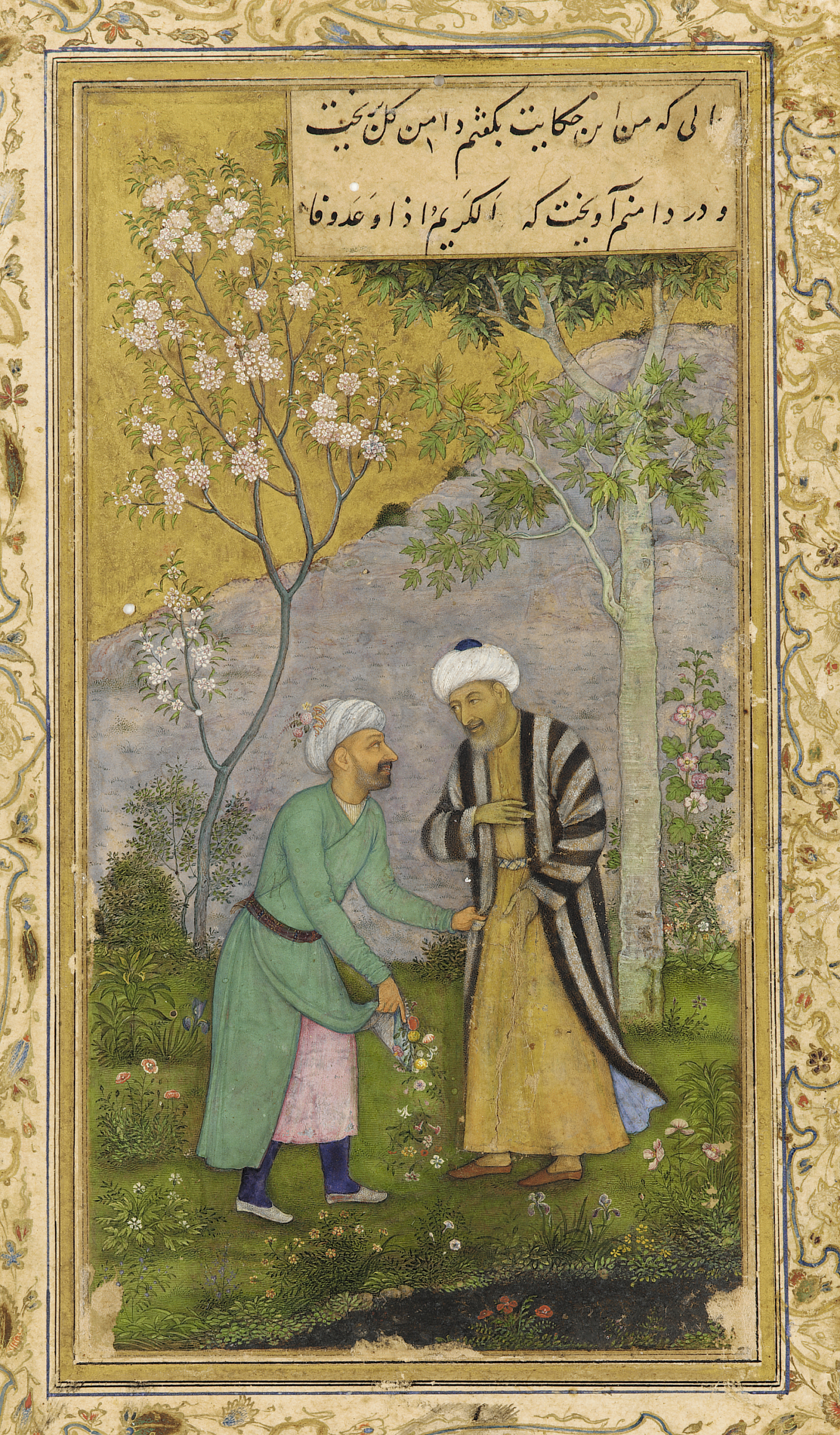
Perský básník Sa´adi, autor spisu Gulistán (Růžová zahrada), zpodobněný v růžové zahradě (z rukopisu, pravděpodobně 17. století)

Růže byla a je používána v mnoha symbolických významech, převážně jako symbol půvabu, mládí, radosti, krásy, lásky, nevinnosti a ženskosti. Ve starověkém Řecku byla přiřazována k božstvům lásky Afrodíté a Erótovi a taktéž Dionýsovi. Podle legendy měly první růže vyrůst z krve bohyně Afrodity, oplakávající umírajícího Adónise; jiná poetická pověst je ztotožňuje s ranními červánky, když bohyně Eós (Jitřenka) vysypává růžemi cestu slunečnímu vozu boha Hélia. Od starořecké básnířky Sapfó pochází označení růže za „královnu květin“. V antickém Římě se každoročně konaly slavnosti růží – Rosalia, v nichž bylo oslavováno mládí, jarní znovuzrození a plodnost, ale též se připomínali zesnulí. Král Šalamoun přirovnává v Bibli růži k věčné moudrosti. Posvátnou rostlinou je růže též pro muslimy, neboť dle legendy vyrostla z kapek Prorokova potu při jeho nebeské jízdě; je také jedním z hlavních symbolů mystiky súfismu, kde je uctívána jako „Matka vůní“ či „Královna zahrad“ a vyjadřuje mystickou cestu k samotnému Alláhovi. U Germánů byla naopak květinou smrti.
Po christianizaci Římské říše se růže stala (vedle lilie) rostlinným symbolem Panny Marie, s níž bývá často zobrazována; růžový, potažmo šípkový keř patří k častým motivům v mariánských legendách a zjeveních. Sama Marie bývá někdy zvaná jako Rosa mystica (mystická růže). Růže je rovněž symbolem Kristova srdce. Od růží je odvozen i název modlitby růžence (původně v němčině Rosenkranz, tj. věnec z růží). Motivem v křesťanské hagiografii, často ztvárňovaným ve výtvarném i literárním umění, je „zázrak růží“, kdy se skrze růže manifestuje boží aktivita. V raném křesťanství byla růže též symbolem mučedníků a Mláďátek betlémských. Pět okvětních lístků vykládal sv. Bernard z Clairvaux jako připomínku Pěti ran Kristových. Růže se stala také atributem mnohých světic – například Alžběty Durynské, Rozálie z Palerma, Růženy Limské a Terezie z Lisieux. Zlatá růže patří k nejvyšším vyznamenáním udělovaným papežem významným duchovním místům světa; jejím nositelem v České republice je například bazilika svatého Cyrila a Metoděje na Velehradě.
V květomluvě je růže obecně symbolem a vyjádřením lásky k druhému člověku; dále se potom rozlišují různé významové odstíny podle barev. Tak například rudá růže je známým symbolem horoucí, vášnivé lásky, žlutá symbolem žárlivosti, bílá růže milostného soužení z odmítání a tak podobně. Přirozeně se nevyskytující, a tedy nedostupná růže černá pak platila za symbol černé magie, mystiky, vznešené nenávisti a smrti, ale též nových začátků; je také jedním z emblémů anarchismu. Červená růže se během 19. století stala symbolem socialismu; používají ji (ovšem již v různých barvách) i různé sociálnědemokratické strany, v minulosti včetně české Sociální demokracie.
Ve středověkých klášterech a na radnicích byla nad stolem zavěšována (resp. malována) růže na znamení toho, že obsah rozmluvy zůstane v tajnosti; latinské rčení „sub rosa“ (pod růžemi) tak značí důvěrné, diskrétní sdělení. Spát na lůžku vystlaném růžovými květy bylo symbolem požitkářství a luxusu; odtud rčení „mít na růžích ustláno“.

### Umění, poezie a literatura

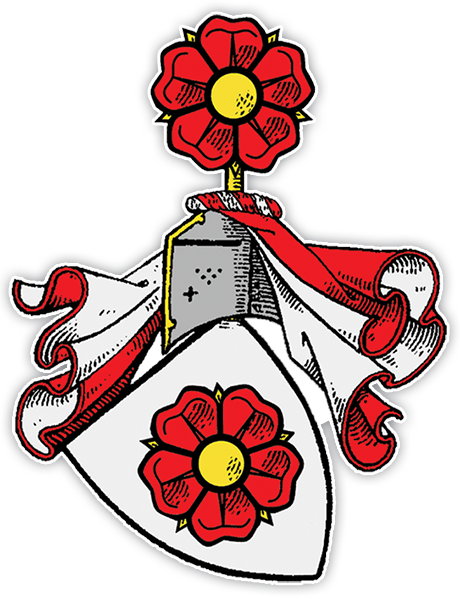
Červená růže na erbu pánů z Rožmberka, jednoho z Vítkovských rodů

Motiv růže se objevuje v nesčetných výtvarných a literárních dílech i mimo náboženskou oblast. Často v ději mívá funkci iniciační květiny: tak například v Apuleiově románu Zlatý osel se hrdina skrze růži promění z osla v moudrého zasvěceného člověka, ve středověkém francouzském Románu o růži se hrdina zamiluje do růžového poupěte a vede skrze něho mystický dialog s bohem Lásky, ve vrcholné scéně Božské komedie vidí putující Dante v nebi obrovskou růži, v jejíchž nesčetných květních plátcích sídlí věčně blažení a v jejím nitru se skrývá samotný Bůh. Meditace nad trnitou krásou růže a pomíjivostí jejích květů je hlavním tématem Shakespearova Sonetu číslo 54, zmiňována ve ztotožnění či kontrastu s krásou milované osoby je i v několika dalších sonetech této sbírky; objevuje se i v některých jeho dramatech, včetně slavné „balkónové scény“ z Romea a Julie:
| „ | Co je po jméně? Co růží zvou, i zváno jinak vonělo by stejně. | “ |

Významnou roli hrají růže i v moderní literatuře, například v povídce Slavík a růže Oscara Wilda, v Exupéryho Malém princi, nebo v prózách a poezii Willama Butlera Yeatse (sbírka Tajemná růže). Svou poslední sbírku převážně milostné a vlastenecké lyriky nazval František Ladislav Čelakovský Růže stolistá. Růže se vyskytuje též v mnoha útvarech ústní lidové slovesnosti, jako jsou pohádky (O Šípkové Růžence), písničky a mnohá přísloví. Umberto Eco v poznámkách ke svému románu Jméno růže uvádí: „Růže je symbolická figura napěchovaná do té míry významy, že skoro už žádný nemá.“

### Heraldika
V heraldice je růže častým motivem, kreslí se zpravidla s pěti okvětními lístky. Známé jsou anglické rody Yorků (bílá růže) a Lancasterů (červená růže), tudorovská růže kombinující obě zmíněné barvy je národní květinou celé Anglie. V českých zemích mělo v erbu růži přes 25 šlechtických rodů, mezi něž patřili zejména Vítkovci, zvaní přímo páni z Růže, a jejich nejvýznamnější větev Rožmberků. Na zámcích, které Vítkovci vlastnili, je možné nalézt obrazy s motivem „Dělení růží“ – rozdělování různých barev růží jednotlivým větvím vítkovského rozrodu. Z evropských rodů figuru růže mimo jiné používala italská rodina Orsiniů nebo německý rod Schaumburg-Lippe. Růži ve znaku má i několik desítek českých měst, namátkou například Bavorov, Soběslav, Sedlčany, Slavonice, Vyšší Brod nebo Třeboň. Stylizovaná luterská růže pocházející z osobní pečeti reformátora Martina Luthera je znakem luteránství a vyskytuje se ve znacích mnoha měst zejména v německy mluvících zemích. Heraldickou figurou jsou někdy také šípky.

### Galerie

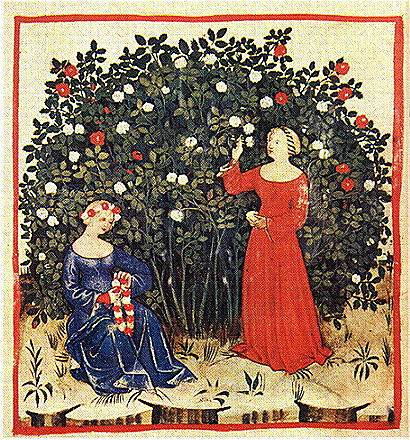
Pěstování růží na miniatuře neznámého středověkého autora, 14. století
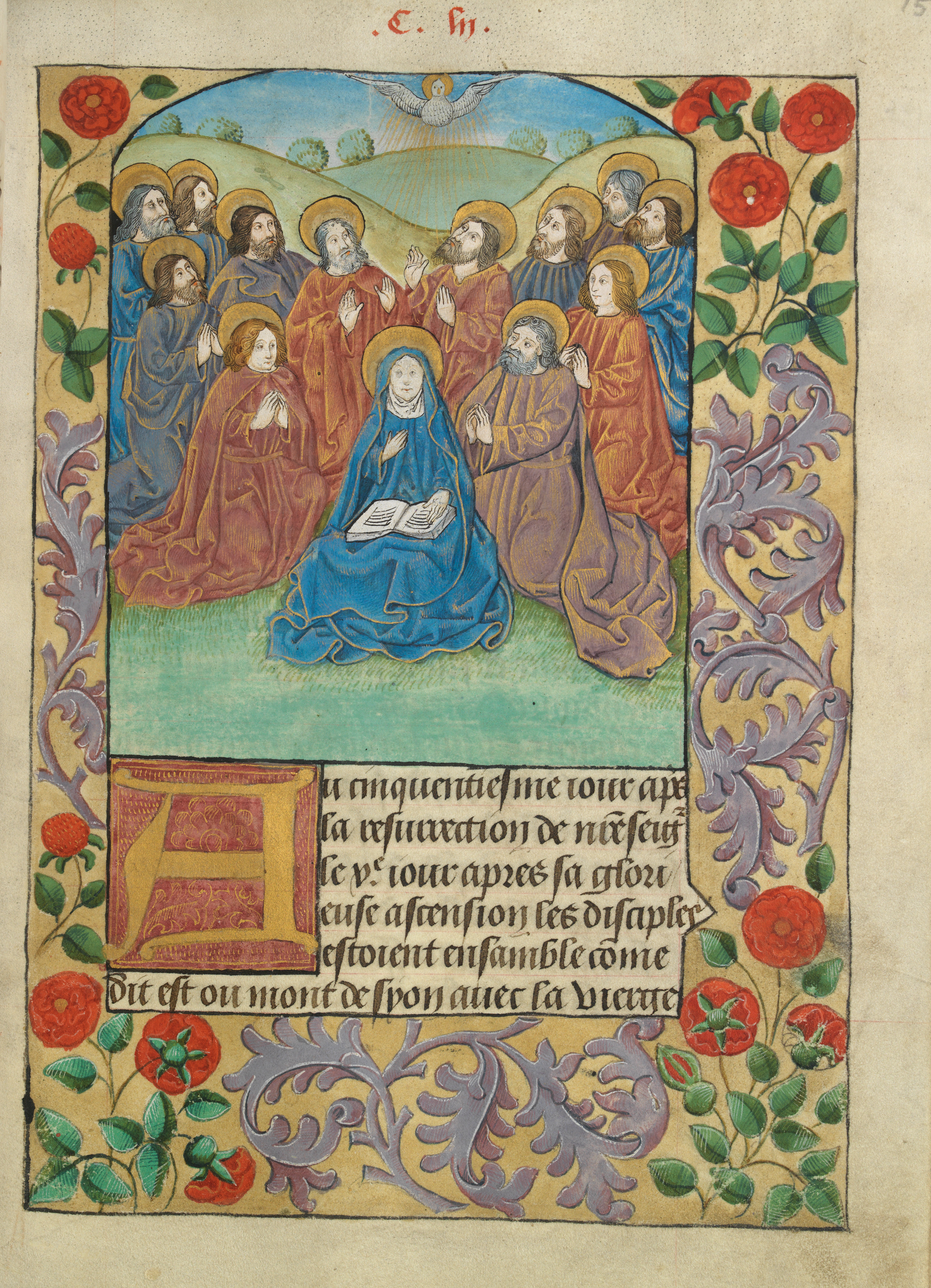
Růže jako bordura středověkého rukopisu
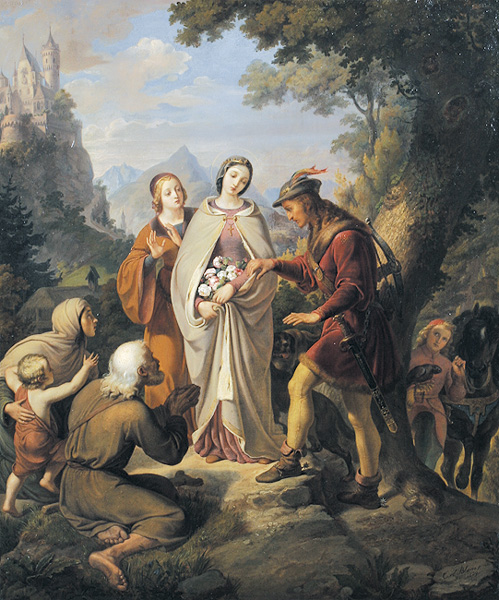
Zázrak růží – malba Karla von Blaase (1839)
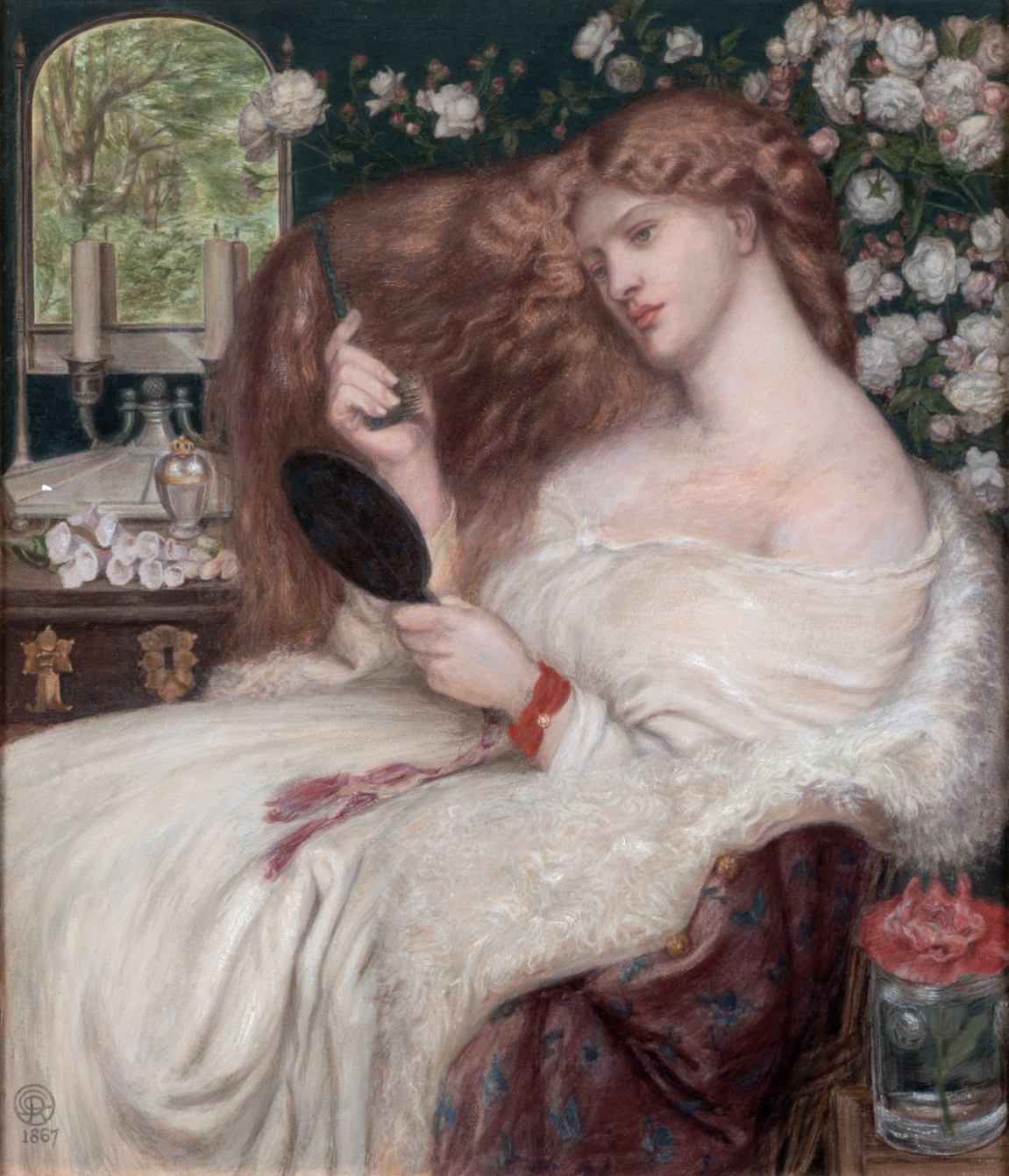
Obraz Lady Lilith anglického prerafaelity Dante Gabriela Rossettiho
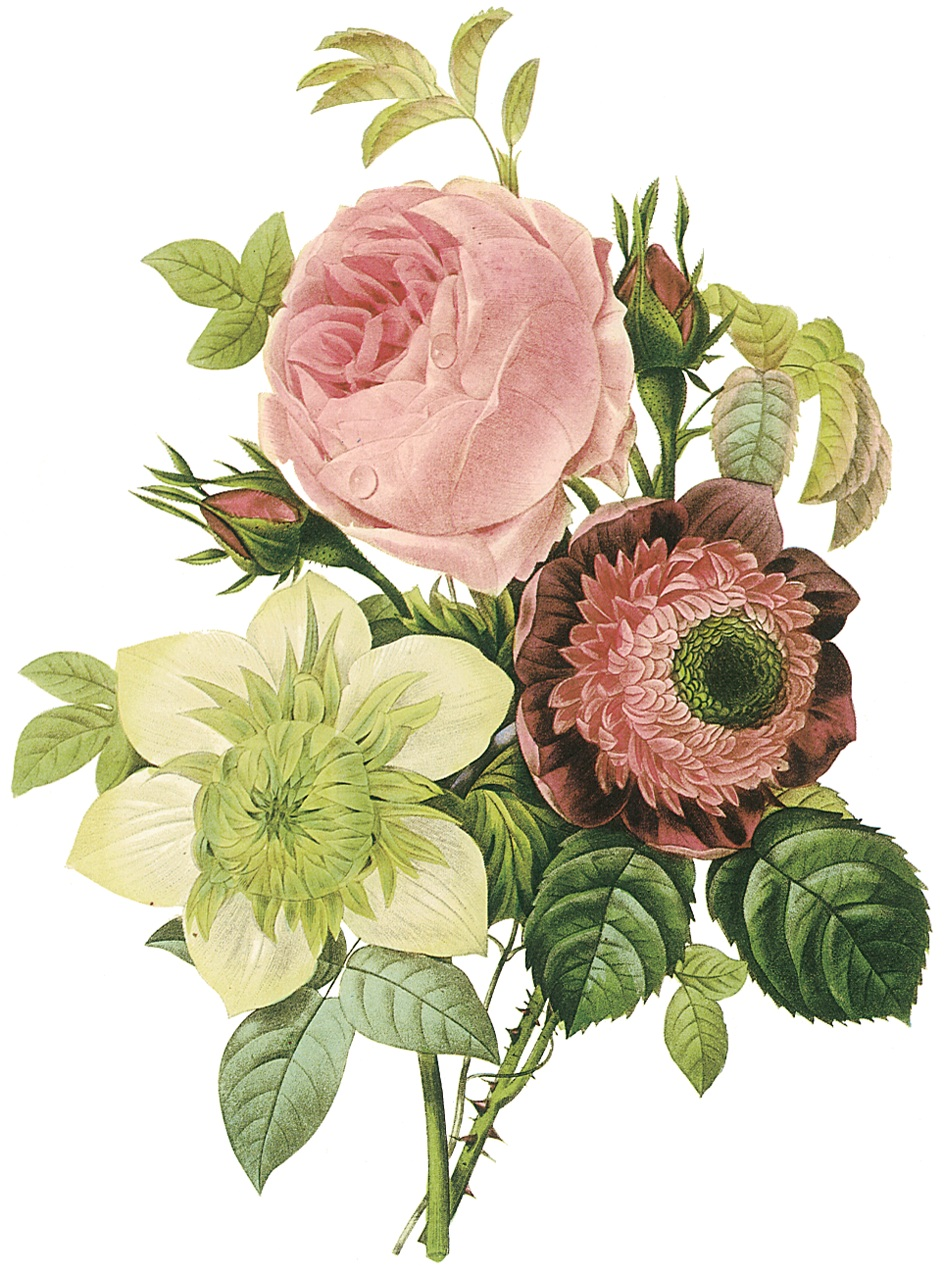
Botanická kresba Pierre-Josepha Redouta Stolistá růže, sasanka a clematis (19. století)
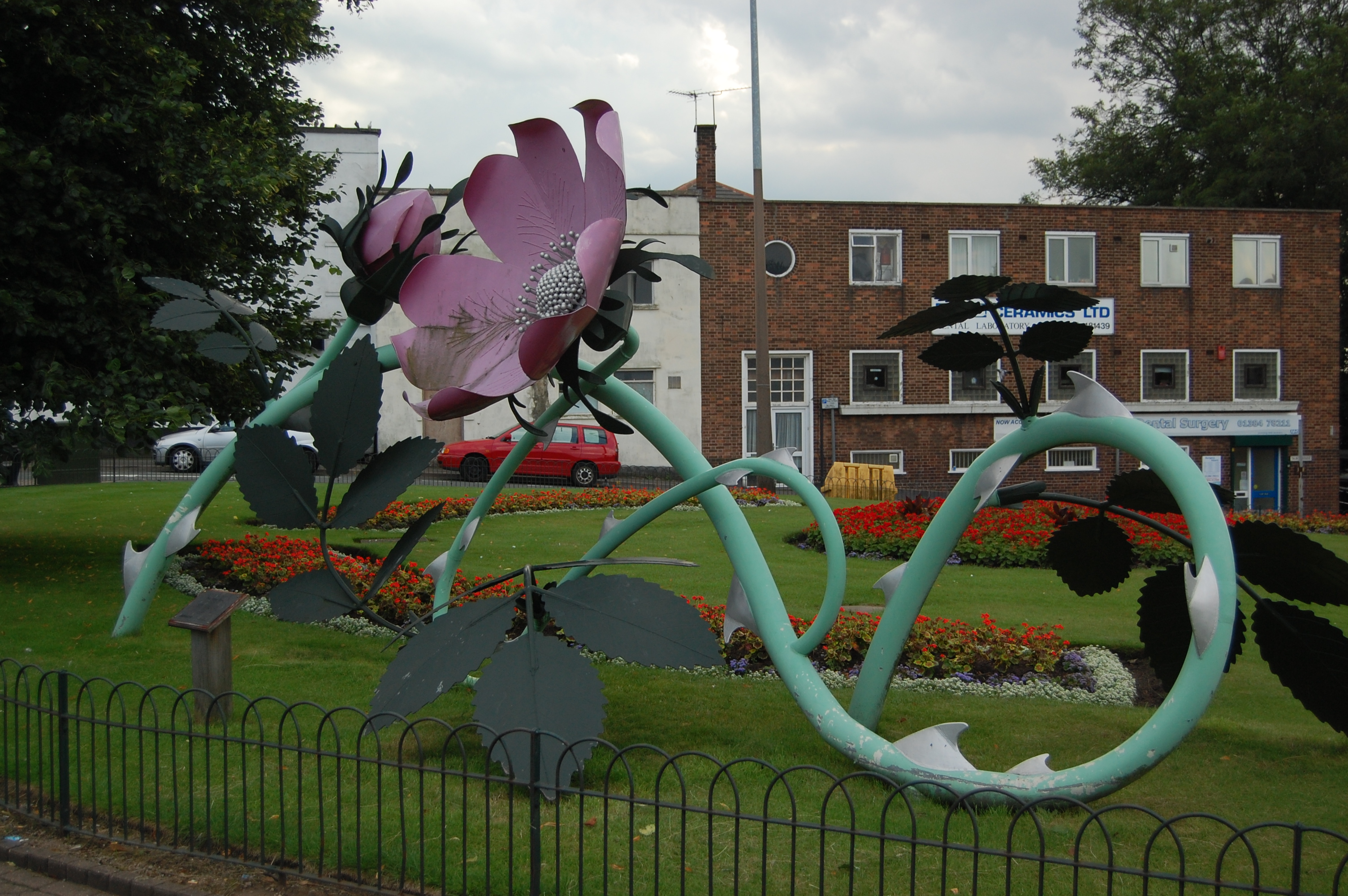
Moderní skulptura Briar Rose v Anglii
Tudorovská růže s královskými atributy
Černá růže – symbol moderního anarchismu
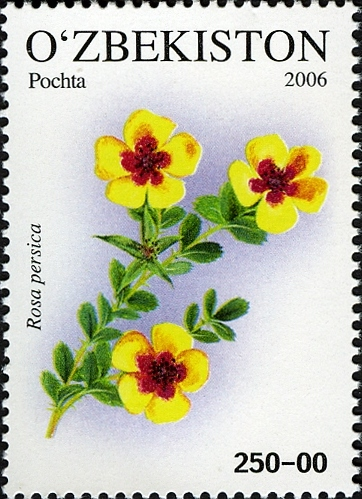
Růže perská na uzbecké poštovní známce
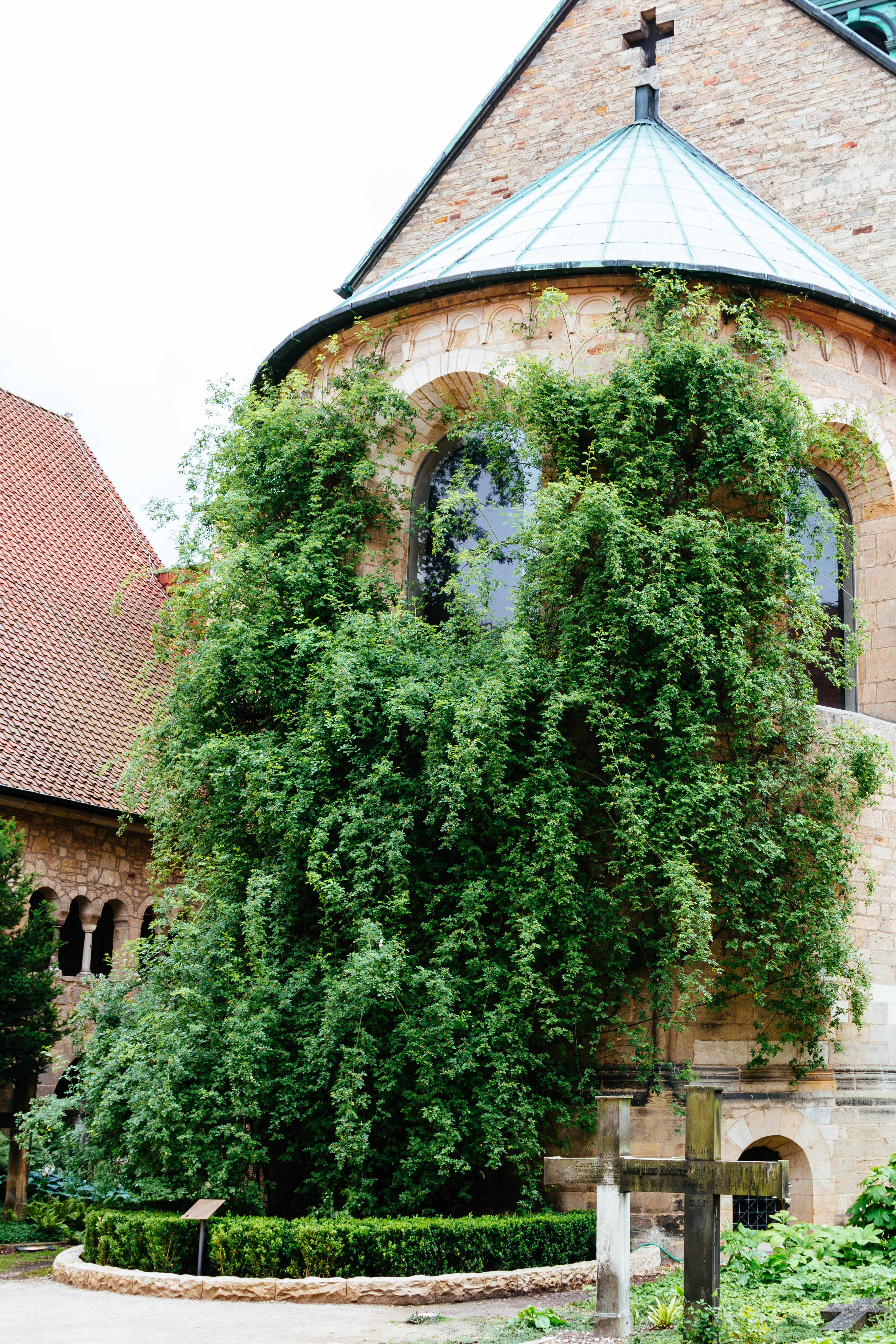
Takzvaná Tisíciletá růže – starý keř růže šípkové na apsidě katedrály v Hildesheimu

## Rozária

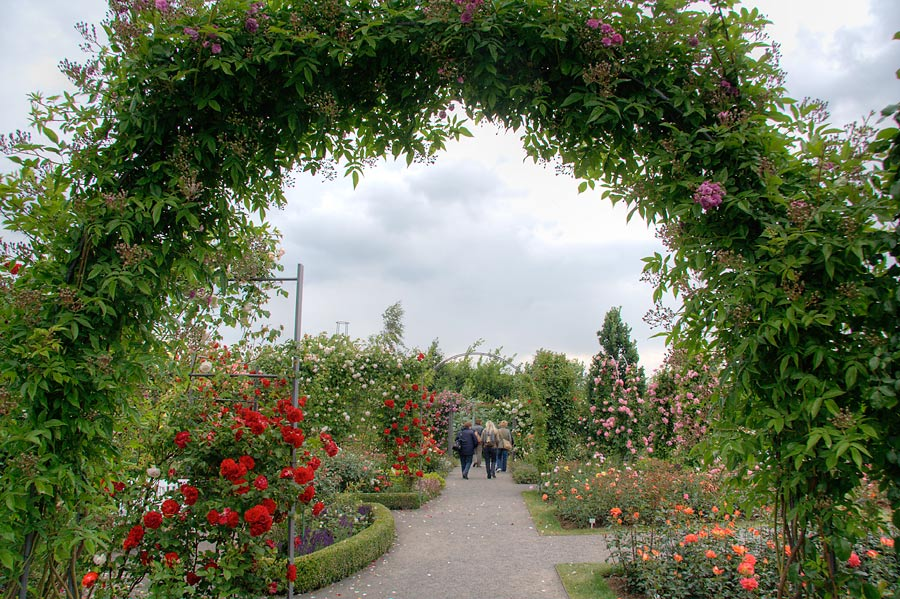
Vstupní brána do sangerhausenského rozária

Zahrada zaměřená na pěstování růží pro okrasné či výzkumné účely se nazývá rozárium. Ve své době ojedinělá byla sbírka francouzské císařovny a Napoleonovy manželky Josefiny v zahradách zámku Malmaison u Paříže, v níž shromáždila na 250 tehdy známých taxonů a kultivarů; k mnoha vynikajícím botanickým kresbám tato zahrada inspirovala francouzského malíře Pierre-Josepha Redouta (1759–1840). Největším světovým rozáriem současnosti je Europa-Rosarium v německém Sangerhausenu poblíž Lipska. Významná evropská rozária jsou ve Vídni v zahradě Volksgarten nebo v zámeckém parku v Schönbrunnu, v Budapešti, v Mnichově, v Londýnském Regent´s Parku, v pařížské zahradě Bagatelle nebo v Krakově; ve světě patří k velkým rozáriím například botanické zahrady Univerzity Britské Kolumbie ve Vancouveru nebo u Huntingtonovy knihovny v Kalifornii (USA). V České republice je největší sbírku růží možné navštívit v Průhonické botanické zahradě na Chotobuzi, ve které se pěstuje kolem 700 odrůd kulturních růží a přes 170 taxonů původních botanických druhů. Další významná rozária jsou v Olomouci, v Rajhradě, v Praze na Petříně, Růžová zahrada na Konopišti, růžový sad v Lidicích a další. V mnoha zemích jsou pořádány soutěže určené k oceňování a hodnocení nově vyšlechtěných odrůd; v rámci České republiky je mezinárodní soutěžní rozárium každoročně pořádáno v Hradci Králové. Nejlepším výpěstkům bývají udílena prestižní ocenění.